# Liste geflügelter Worte/M

## Mach End’, o Herr, mach Ende!
Die 12. Strophe des evangelischen Kirchenliedes Befiehl du deine Wege des Kirchenlieddichters Paul Gerhardt lautet folgendermaßen:
„Mach End, o Herr, mach Ende
mit aller unsrer Not;
stärk unsre Füß und Hände
und laß bis in den Tod
uns allzeit deiner Pflege
und Treu empfohlen sein,
so gehen unsre Wege
gewiß zum Himmel ein.“
Dieser Vers gehört zu den vielzitierten Worten Gerhardts:
„Die Anfangsworte der Strophe werden zitiert, wenn man – gleichsam mit einem Stoßseufzer – ausdrücken will, dass man das Ende einer langen Rede oder den längst fälligen Abschluss einer Sache herbeisehnt.“

## Mach et, Otze!
Der Ausspruch „Mach et“ stammt von dem deutschen Fußballtrainer Erich Rutemöller, der damit seinen Spieler Frank Ordenewitz (Spitzname Otze) ermutigte, im DFB-Pokal-Halbfinale am 7. Mai 1991 im Heimspiel seines 1. FC Köln gegen den MSV Duisburg, gegen Ende des schon mit 2:0 für Köln entschiedenen Spiels eine rote Karte zu provozieren, was dieser anschließend auch tat.
Die fällige Spielsperre hätte Ordenewitz durch die rote Karte nach dem damaligen Reglement eigentlich in der Bundesliga absitzen können und wäre somit nicht wegen seiner zwei gelben Karten für das anstehende Pokalfinale gesperrt gewesen. Im Überschwang seiner Gefühle nach dem erreichten Pokalfinale verriet Rutemöller jedoch die Aktion im Fernsehinterview im Anschluss an das Spiel. Ordenewitz wurde daraufhin trotzdem durch den DFB für das Endspiel gesperrt, Rutemöller mit einer Geldstrafe von 5000 DM belegt und das Regelwerk zur Folgesaison geändert. Rutemöllers Ausspruch „Mach et“ wurde in mehreren Abwandlungen zum geflügelten Wort, überwiegend in Verbindung mit Ordenewitz’ Spitznamen Otze.

## Mach mal Pause!
Die Aufforderung wurde Mitte der 1950er-Jahre als Werbespruch für Coca-Cola verwendet und hat sich so verfestigt, dass sie inzwischen Zitatcharakter besitzt. Gegen Ende der 1960er Jahre wurde ein anderer Slogan benutzt: „Besser geht’s mit Coca-Cola.“
Heute werden die obigen Worte nicht nur als Aufforderung verwendet, sich eine Erholung zu gönnen, sondern auch ironisch, um den Redefluss einer Person zu unterbrechen.
Der Spruch ist so bekannt, dass er auch in anderem Zusammenhang genutzt wird.

## Mach’s noch einmal, Sam!
Mach’s noch einmal, Sam ist der deutsche Titel des US-amerikanischen Films Play it again, Sam mit Woody Allen aus dem Jahr 1971. Der Titel (wörtlich: „Spiel es noch einmal, Sam“) spielt auf den Film Casablanca an.
Der Held von Allens Film, ein linkischer Filmkritiker, träumt davon, so wie Humphrey Bogart zu sein. Seine Freunde machen sich auf die Suche nach einer Frau für ihn. Doch sobald Allen mit einer attraktiven Frau zusammentrifft, versteckt er sich hinter einer Maske alberner Männlichkeit, wobei ihm Humphrey Bogart mit Ratschlägen zur Seite steht:
„Vergiß die Vergangenheit, Frauen sind nicht kompliziert. Ich habe noch keine getroffen, die eine Ohrfeige oder den Anblick meiner Kanone nicht kapiert hätte.“
Im Film Casablanca lautet die Aufforderung an den Barpianisten, ein Lied aus vergangenen Tagen (As Time Goes By) noch einmal zu spielen, “Play it, Sam.”
Das Zitat wird gelegentlich als Aufforderung verwendet, etwas zu wiederholen, womit man schon einmal erfolgreich war.

## Macht der Finsternis
Diese Metapher für das Böse schlechthin stammt aus dem Lukasevangelium, wo Jesus nach seiner Gefangennahme „zu den Hohenpriestern und Hauptleuten des Tempels und den Ältesten, die über ihn gekommen waren“, sagt:

„Ihr seid, wie zu einem Mörder, mit Schwertern und mit Stangen ausgegangen. 53 Ich bin täglich bei euch im Tempel gewesen, und ihr habt keine Hand an mich gelegt; aber dies ist eure Stunde und die Macht der Finsternis.“

Nach dem Glauben des Manichäismus war am Anfang das Lichtreich Gottes. Dem gegenüber steht das Reich der Finsternis, in dem Kampf und Uneinigkeit herrscht. Während seiner inneren Kämpfe attackiert die Finsternis das Licht. Gott der Vater will keinen Kampf. Aus diesem Grund sendet er seinen Sohn in den Kampf, damit dieser von der Finsternis gefangen genommen wird. Durch das Opfer seines Sohnes bleibt das Lichtreich unversehrt und wird der endgültige Sieg über die Finsternis vorbereitet.
Die Worte „Macht der Finsternis“ kommen häufiger in Filmtiteln vor und beschwören düstere Assoziationen, können auch parodistisch verwendet werden, wie im Filmtitel Erkan und Stefan – Gegen die Mächte der Finsternis.

## Macht der Verhältnisse
Die Macht der Verhältnisse: Ein Trauerspiel in fünf Aufzügen ist der Titel eines Theaterstücks von Ludwig Robert aus dem Jahr 1811, mit dem er das bürgerliche Trauerspiel als sozialkritisches Drama erneuern wollte. Das Stück verfolgt die Tendenz, dass in Ehrensachen die Standesunterschiede aufhören müssen, dass also das Duell als ein Notrecht des Bürgers wie des Adels angesehen werden müsse. Am Ende bleibt die Lehre, dass sich niemand in fremde Kreise drängen solle:
„Die Handlung dieses Stückes, das durch keine künstlerische Kraft zusammengehalten wird, bewegt doch nur eine Einzige Triebfeder: die Verweigerung eines Duells aus Standesrücksichten. In dem Augenblicke, wo der durch die Macht der Verhältnisse sich beeinträchtigt fühlende Theil zur Selbstrache, zum Morde, greift, ist eigentlich das Leben des Stückes zu Ende.“
Der Titel wird oft resignierend zitiert, wenn man sich dem Zwang der Gegebenheiten unterordnen muss und eine gute Idee nicht verwirklicht werden kann.

## Nu da machd doch eiern Drägg alleene!

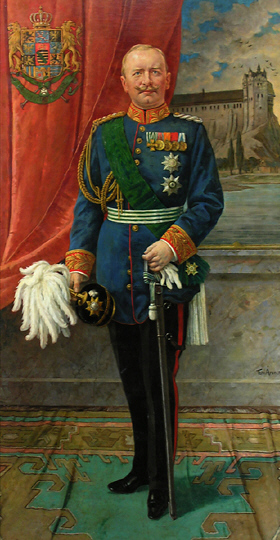
Friedrich August III. in Paradeuniform, 1912

„Nu da machd doch eiern Drägg alleene!“ (sächsisch für: „Macht doch euren Dreck allein!“) soll der sächsische König Friedrich August III. angeblich bei seiner Abdankung am 13. November 1918 auf Schloss Guteborn bei Ruhland gesagt haben.
Angeblich kam eine Abordnung von Revolutionären zum König, um ihn für abgesetzt zu erklären. Friedrich August war ohnehin nicht so sehr an den Regierungsgeschäften interessiert und entfernte sich ohne Widerstand. Als ihn am Bahnhof eine Menschenmenge hochleben ließ, sagte er zum Abschied:
„Na, ihr seid mir scheene Rebubliganer…“.
Diese Äußerung ist umstritten, nach seinem Sohn Ernst Heinrich habe der Vater lediglich „Das sind aber eigenartige Republikaner“ zu seinen Mitreisenden gesagt.
Der Schriftsteller Kurt Tucholsky behandelt diesen Ausspruch in seinem Gedicht Das Königswort, das mit folgender Strophe beginnt:
„Dies ergötzte hoch und niedrig:
Als der edle König Friedrich,
August weiland von ganz Sachsen,
tat zum Hals heraußer wachsen
seinem Volk, das ihn geliebt,
so es billigen Rotwein gibt –
als der König, sag ich, merkte,
wie der innre Feind sich stärkte,
blickt er über die Heiducken,
und man hört ihn leise schlucken…
Und er murmelt durch die Zähne:
‚Macht euch euern Dreck alleene!‘“
Die Worte „Macht euren Dreck alleine“ werden heute oft verwendet, wenn jemand frustriert eine Tätigkeit aufgibt.

## Macht geht vor Recht.

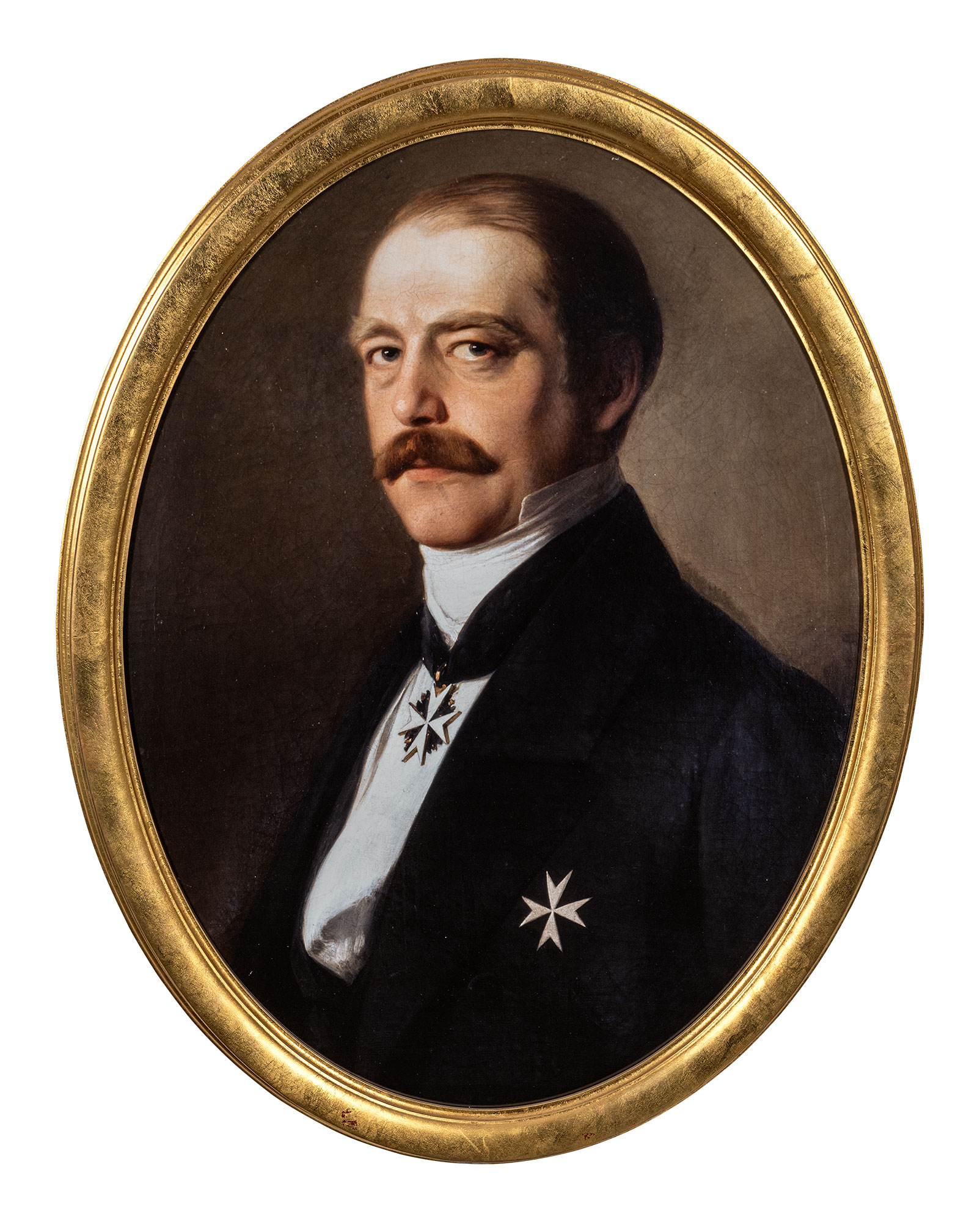
Otto von Bismarck als Ministerpräsident

Den Satz „Macht geht vor Recht“ legte 1863 Maximilian Graf von Schwerin dem Ministerpräsidenten Otto von Bismarck in Bezug auf dessen Rede im preußischen Abgeordnetenhaus in den Mund. Er profiliert sich damit als parlamentarischer Gegenspieler Bismarcks.
Der Zitatensammler Georg Büchmann schreibt in seinen Geflügelten Worten:

„Am 27. Januar 1863 sprach Bismarck im Abgeordnetenhause: »Conflicte werden, da das Staatsleben nicht still zu stehen vermag, zu Machtfragen; wer die Macht in Händen hat, geht dann in seinem Sinne vor«. Graf Maximilian von Schwerin (1804–1872) erwiderte darauf: »Ich erkläre, dass ich den Satz in dem die Rede des Herrn Minister-Präsidenten kulminierte: ›Macht geht vor Recht‹ … nicht für einen Satz halte, der die Dynastie in Preussen auf die Dauer stützen kann …, dass dieser vielmehr umgekehrt lautet:
Recht geht vor Macht u. s. w.«
Bismarck, der während dieser Rede seines Gegners nicht anwesend war und erst später, wieder in den Saal eingetreten, vernommen hatte, dass man ihm den Ausspruch: »Macht geht vor Recht« untergelegt hatte, verwahrte sich dagegen, worauf Graf von Schwerin erwiderte, er erinnere sich nicht gesagt zu haben, der Minister-Präsident habe diese Worte gebraucht, sondern nur, dass dessen Rede in diesem Satze kulminiere. Noch am 1. Februar 1868 wehrte sich Bismarck dagegen im preussischen Landtage, als ihm Twesten eine Redewendung missdeutete. Bismarck sagte damals: »Ich möchte nicht, dass aus diesem meinem Worte durch die Geburtshilfe des Herrn Vorredners ein fliegendes Wort gemacht werde, wie aus einem früheren, welches ich niemals ausgesprochen habe, dass Macht vor Recht gehe.«“

Das Zitat selbst geht auf eine Stelle beim biblischen Propheten Habakuk (1,3b ) zurück, wo es heißt:
„Es geht Gewalt vor Recht.“
Der Philosoph Baruch de Spinoza schreibt in seinem „Tractatus politicus“ (Kapitel 2, § 13):
„…weil jeder so viel Recht hat, als er Macht hat.“
Dieser Gedanke wird in Goethes Faust II (V, Palast) wieder aufgegriffen:
„Man hat Gewalt, so hat man Recht.“
In Friedrich Schillers Gedicht Die Weltweisen heißt es:
„Im Leben gilt der Stärke Recht.“
In Adelbert von Chamissos Gedicht Die Giftmischerin schließlich steht:
„Hast du die Macht, du hast das Recht auf Erden.“

## Macht hoch die Tür!
Diese Worte sind der Anfang eines bekannten Adventslieds, dessen Text vom Kirchenlieddichter Georg Weissel in den Jahren 1623/1642 nach Psalm 24 geschrieben wurde:
„Machet die Tore weit und die Türen in der Welt hoch, daß der König der Ehren einziehe!“
Das Lied selbst beginnt folgendermaßen:
„Macht hoch die Tür, die Tor’ macht weit!
Es kommt der Herr der Herrlichkeit,
ein König aller Königreich,
ein Heiland aller Welt zugleich,
der Heil und Leben mit sich bringt,
der halben jauchzt, mit Freuden singt:
Gelobet sei mein Gott,
mein Schöpfer reich von Rat.“

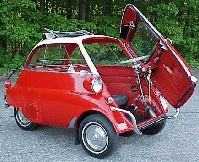
BMW Isetta

Der Liedanfang wird meist als freundliche Aufforderung zitiert:
- „Macht hoch die Tür! Treten Sie ein!“
- „Macht hoch die Tür: Projektvorschläge für eine ‚Offene Kirche‘“
- „Macht hoch die Tür – für August Zirner“

Das Rollermobil BMW Isetta aus den 1950er Jahren wurde im Volksmund in Anspielung auf dieses Lied auch Advents-Auto genannt („Macht hoch die Tür!“), denn die Fronttür wurde wie bei einem Kühlschrank aufgeklappt. Das Lenkrad schwenkte mit der Fronttür nach vorn und zur Seite und bot so einen guten Einstieg in einen für zwei Personen ausreichenden Innenraum. Durch den Fronteinstieg, mit der nach oben klappenden Lenksäule, hatte das Fahrzeug nur eine Länge von 2,25 Metern.

## Macht kaputt, was euch kaputt macht
Macht kaputt, was euch kaputt macht ist der Titel und der Refrain eines Lieds der deutschen Politrock-Band Ton Steine Scherben aus dem Jahr 1969, noch vor Gründung der Band. Der Text von Norbert Krause beginnt mit den Worten:
„Radios laufen, Platten laufen,
Filme laufen, TVs laufen,
Reisen kaufen, Autos kaufen,
Häuser kaufen, Möbel kaufen. Wofür?“
Es folgt dann der Refrain:
„Macht kaputt, was euch kaputt macht!“
Dieser Satz wurde zu einem der bekanntesten und heute immer noch verwendeten Slogans im Umfeld der deutschsprachigen Autonomen, beispielsweise in der Hausbesetzerbewegung und in neoanarchistischen Kreisen im Anschluss an die Studentenbewegung der 1960er Jahre. Im Band 12 des Duden (Zitate und Aussprüche) heißt es dazu:
„Die radikale Aufforderung wurde häufig auf Wände besprüht und diente auch als Rechtfertigung für den Vandalismus einzelner Gruppen. – Der Slogan wird heute eher in ironischer Distanz zitiert, zum Beispiel als Kommentar zu Zerstörungen in Wohnvierteln oder in öffentlichen Einrichtungen, deren Architektur heute als unwirtlich und menschenfeindlich angesehen wird.“

## Macht korrumpiert.

Lord Acton

Dies ist ein verkürzter Ausspruch des britischen Historikers Lord Acton, der auf Englisch Folgendes sagte:
“Power tends to corrupt and absolute power corrupts absolutely.”
„Macht korrumpiert, absolute Macht korrumpiert absolut.“
Als Herausgeber mehrerer katholischer Zeitschriften konnte Acton sein historisches Wissen einbringen, was ihn rasch in Konflikt mit der katholischen Hierarchie brachte. Er bekämpfte die päpstliche Unfehlbarkeitsdoktrin des Ersten Vatikanischen Konzils, ging aber nicht so weit wie sein Mentor Ignaz von Döllinger, der die Alt-Katholische Kirche mitbegründete und daher exkommuniziert wurde. In diesem Zusammenhang äußerte er diese Worte.
Diese Worte zitiert auch der Schriftsteller Stefan Heym bei der Großdemonstration am 4. November 1989 auf dem Alexanderplatz in Berlin im Hinblick auf die Diktatur der SED. In einem Interview sagte Heym später:
„Wenn Sie in der Geschichte zurückgehen, werden Sie auch in anderen Perioden feststellen, dass Macht diese Wirkung auf die Menschen hat. Es war ein englischer Lord, der Name entfällt mir im Augenblick, der gesagt hat: ‚Macht korrumpiert, und absolute Macht korrumpiert absolut.‘“
Ein weiteres Zitat verdeutlicht Lord Actons Einstellung:
„Great men are almost always bad men.“
„Große Männer sind fast immer schlechte Männer.“
Wenige Monate vor Heym wurde das Foto einer Gruppe chinesischer Journalisten mit einem mit selbigem Satz beschrifteten Plakat am Vorabend des Tian’anmen-Massakers zu einem der ikonischsten Bilder der Proteste.

## Macht mir den rechten Flügel stark!

Der Schlieffen-Plan

„Macht mir den rechten Flügel stark!“ soll der preußische Generalfeldmarschall Alfred von Schlieffen in Fieberfantasien kurz vor seinem Tode gesagt haben. Der Schlieffen-Plan, den Sebastian Haffner als eine der sieben Todsünden Deutschlands im Ersten Weltkrieg bezeichnete, war Vorbild des späteren Blitzkrieges Hitlers.
Als Alfred Graf von Schlieffen 1905/06 aus dem Amt des Generalstabschefs ausschied, hinterließ er seinem Nachfolger Helmuth Johannes Ludwig von Moltke die Denkschrift, welche die Grundzüge des Plans enthielt. Moltke passte den Schlieffen-Plan der veränderten strategischen Lage an. Der offensive rechte Flügel, der durch Belgien stoßen sollte, behielt zwar die im ursprünglichen Plan vorgesehene Stärke, zusätzliche Kräfte wurden aber dem defensiven linken Flügel zugeteilt. Entgegen Schlieffens Rat wurde vom Jahre 1909 ab das Kräfteverhältnis zwischen dem rechten und dem linken deutschen Flügel geändert. Im Plan des Grafen Schlieffen war dieses Verhältnis noch 7:1, nun verschob es sich auf 3:1.
Schlieffens Arzt, Obergeneralarzt Rochs, schreibt in seinem Buch „Schlieffen“ über die letzten Worte seines Patienten:
„In seinen Fieberphantasien gingen Geschichtliches, Politik, Krieg, Schlachtbeschreibungen und Familienstiftung durcheinander. In lichten Augenblicken bekundete er volle Kenntnis seiner Krankheit, so äußerte er gelegentlich: ‚Also Kopfrose‘, dann ‚Merkwürdig, dieser Kräfteverfall‘. Seine letzten Worte waren: ‚Kleine Ursachen, große Wirkungen‘.“

## Made in Germany

Sonderbriefmarke der Deutschen Bundespost von 1988

Das britische Gesetz der Warenbezeichnung von 1887 („The Merchandise Marks Act“) schloss alle im Ausland hergestellten Waren von der Einfuhr in Großbritannien aus, die einem britischen Fabrikanten, Händler oder Kaufmann gehörende Namen oder Schutzmarken tragen,
„unless such name or trade mark is accompanied by a definite indication of the country in which the goods were made or produced“ („es sei denn, diesem Namen oder dieser Schutzmarke wurde eine genaue Bezeichnung des Landes hinzugefügt, in dem die Ware hergestellt oder hervorgebracht wurde“).
Als Ausführungsbestimmung hierzu heißt es in dem Bericht der Zollkommissare an die Kommissare des Staatsschatzes vom 14. November 1888:
„So ist es beispielsweise erwünscht, dass zur Bezeichnung des Ursprungs deutsche Waren, die den Namen ‚John Brown‘ tragen, mit der Hinzufügung Made in Germany versehen werden, und dass die Bezeichnung ‚Germany‘ nicht genüge; es ist durchaus erforderlich, die Aufschrift ‚Made in Germany‘ zu setzen.“
Im Ersten Weltkrieg weitete das britische Handelsministerium 1916 die Bezeichnungen auf „Made in Austria/Hungary“ (Hergestellt in Österreich-Ungarn) verpflichtend aus. Dadurch sollte es den Briten leichter gemacht werden, die Waren des Gegners zu erkennen und zu boykottieren. Die Kennzeichnung wurde auch nach dem Krieg beibehalten. Da die Qualität der deutschen Waren aber in der Regel gut war, setzte sich die zunächst gegen deutsche Importe gerichtete Kennzeichnung Made in Germany nicht nur in Großbritannien zunehmend als Qualitätssiegel durch.

## Mailand oder Madrid, Hauptsache Italien.
Antwort des ehemaligen deutschen Fußballspielers Andreas Möller während eines Interviews auf die Frage, wo er in Zukunft spielen werde. Möller wechselte dann jedoch zu Juventus Turin. Dieser Satz ist ein Klassiker im Bereich der Fußballstilblüten und wird sogar als T-Shirt-Aufdruck verkauft.
Einen ähnlichen Fehler erlaubte sich der Fußballprofi Jürgen Wegmann, der auf die Frage, ob er zum FC Basel wechseln wolle, antwortet:
„Ich habe immer gesagt, daß ich niemals nach Österreich wechseln würde.“

## Make love not war
„Make love – not war“ („Macht Liebe, nicht Krieg!“) war ein Slogan der Anti-Vietnamkriegsbewegung der 1960er Jahre und wurde auch von der Hippie-Bewegung aufgenommen. John Lennon und Bob Marley übernahmen den Slogan 1973 in ihren Liedern „Mind Games“ bzw. „No more trouble“. Wurde bei dem Computer PDP-10 des Herstellers DEC der Befehl „make love“ eingegeben, antwortete das System mit „not war?“. Ähnliches war auch in frühen Unix-Versionen implementiert.

## Man gönnt sich ja sonst nichts.
„Man gönnt sich ja sonst nichts“ war ein Werbespruch, in dem der beleibte Schauspieler Günter Strack für Malteserkreuz Aquavit warb, was angesichts seiner Körperfülle und dem kalten Buffet im Hintergrund ironisch wirken sollte. Auch im alltäglichen Sprachgebrauch wird dieser Spruch als Entschuldigung für eine Annehmlichkeit, die man sich genehmigt, nicht wörtlich verstanden.
Der Satz stammt von der Werbeagentur Wilkens, von der auch die folgenden Slogans stammen:
„Der Tag geht, Johnnie Walker kommt.“
„Es war schon immer etwas teurer, einen besonderen Geschmack zu haben.“

## Man hat Arbeitskräfte gerufen, und es kommen Menschen.
Diese Feststellung traf der Schweizer Schriftsteller Max Frisch zum Thema Gastarbeiter. Er kritisierte damit die Geisteshaltung der Schweizer, speziell in Bezug auf italienische Einwanderer.
Frisch schrieb 1965 als Vorwort zu Siamo Italiani, einem Gespräch mit italienischen Gastarbeitern, das auch verfilmt wurde. Er hatte nach einem fünfjährigen Aufenthalt in Rom seinen Wohnsitz wieder in die Schweiz verlegt und wollte sich eigentlich nicht mehr öffentlich über die Schweiz äußern. Dennoch schrieb er:
„Ein kleines Herrenvolk sieht sich in Gefahr: man hat Arbeitskräfte gerufen, und es kommen Menschen.“
Frisch führte die Selbstgenügsamkeitsmentalität der Schweizer auf die „geistige Landesverteidigung“ im Zweiten Weltkrieg zurück, die ein Selbstbild pflegte, „das einem Ideal und nicht der Wirklichkeit verpflichtet war“.

## Man hat es oder hat es nicht.
Diese Worte sind der Titel und der jeweils letzte Vers eines Gedichts von Theodor Fontane:
„Nur als Furioso nichts erstreben
Und fechten bis der Säbel bricht,
Es muß sich Dir von selber geben –
Man hat es oder hat es nicht.“
Thema des Gedichts ist die Vergeblichkeit des Wollens. Glück erreicht man nur, wenn es einem vorbestimmt ist.
Die Formulierung bezieht sich heute auf etwas, was man nicht erwerben kann, was man als Begabung mitbringen muss:
„Man hat es oder hat es nicht. Es gibt grosse Sängerpersönlichkeiten, die sich aus Nervosität auf der Bühne nicht entfalten können.“

## Man isst, um zu leben, und lebt nicht, um zu essen.
Diese Sentenz stammt aus dem Theaterstück Der Geizige des Dichters Molière und lautet im französischen Original so:
„Il faut manger pour vivre, et non pas vivre pour manger.“
Das Zitat geht wohl auf einen Ausspruch zurück, der dem antiken Philosophen Sokrates zugeschrieben wird:
„Wir leben nicht, um zu essen; wir essen, um zu leben.“

## Man kann einen Menschen mit einer Wohnung genau so töten wie mit einer Axt.
Der Berliner Zeichner Heinrich Zille setzte sich in seinen Bildern mit den Problemen der proletarischen Viertel Berlins in der Zeit um die Wende zum 20. Jahrhundert auseinander. Sein Vater war lange arbeitslos, die Familie wohnte in einer feuchten Kellerwohnung, die mit einem Ofen, einem Stuhl, einer Tasse ohne Henkel und nicht mit Betten ausgestattet war. Heinrich Zille selbst kam als Neunjähriger mit seinen Eltern nach Berlin und beschrieb später in seinen Erinnerungen die Berliner Wohnung, in die der Vater die Familie führte, nachdem er sie vom Bahnhof abgeholt hatte:
„An den Wänden zerrissene Tapeten, Blutflecke von zerquetschten Wanzen. In einer Ecke ein Haufen Stroh, das sollte unser Bett sein, und ein großer hölzerner, mit Bandeisen beschlagener Koffer … paar Bündel Kleidungsstücke, das war alles, was wir, ’zum neuen Leben anzufangen’, besaßen.“

## Man kann nicht nicht kommunizieren.
So lautet das erste der fünf pragmatischen Axiome der Kommunikationstheorie des Kommunikationswissenschaftlers Paul Watzlawick, die im zweiten Kapitel seines Buches Menschliche Kommunikation – Formen, Störungen, Paradoxien vorgestellt werden. Es ergibt sich aus der Überlegung, dass „Material“ jeglicher Kommunikation nicht nur Worte seien, sondern Verhalten jeder Art. Man könne sich aber nicht nicht verhalten und deshalb, da alles Verhalten Mitteilungscharakter habe, auch nicht nicht kommunizieren. „Handeln oder Nichthandeln, Worte oder Schweigen haben alle Mitteilungscharakter.“
Die weiteren vier Axiome sind:
- Jede Kommunikation hat einen Inhalts- und einen Beziehungsaspekt, derart, daß letzterer den ersteren bestimmt und daher eine Metakommunikation ist.
- Die Natur einer Beziehung ist durch die Interpunktion der Kommunikationsabläufe seitens der Partner bedingt.
- Menschliche Kommunikation bedient sich digitaler und analoger Modalitäten. Digitale Kommunikationen haben eine komplexe und vielseitige logische Syntax, aber eine auf dem Gebiet der Beziehungen unzulängliche Semantik. Analoge Kommunikationen dagegen besitzen dieses semantische Potential, ermangeln aber die für eindeutige Kommunikationen erforderliche logische Syntax.
- Zwischenmenschliche Kommunikationsabläufe sind entweder symmetrisch oder komplementär, je nachdem, ob die Beziehung zwischen den Partnern auf Gleichheit oder Unterschiedlichkeit beruht.

## Man kommt nicht als Frau zur Welt, man wird es.
Dieses so genannte Weiblichkeitstheorem stammt von der Feministin Simone de Beauvoir und lautet im französischen Original folgendermaßen:
„On ne naît pas femme: on le devient.“
Dieser Satz ist der Kerngedanke von Beauvoirs Buch Das andere Geschlecht, der bis heute zur Debatte steht. So schreibt Ursula März in der Wochenzeitschrift Die Zeit:
„Denn dieser Satz spukt durch die Kulissen, wann immer das Frauenthema oder einer seiner Aspekte auf der Bühne erscheint. Während das Problem des Heliozentrismus seit Galilei als erledigt gelten kann und das Problem, ob das Sein das Bewusstsein bestimmt oder umgekehrt, auf der Reservebank Platz genommen hat und die Halbzeitergebnisse der Pränatal- oder der Hirnforschung abwartet, hält uns das Problem, wie wir Mann und Frau sind und werden, wie sich Natur und Kultur, Biologie und Sozialisiertheit im Geschlechterentwurf jeweils durchsetzen, ziemlich auf Trab. Ob wir es merken oder nicht.“

## Man merkt die Absicht und ist verstimmt
„Man merkt die Absicht und ist verstimmt“ ist die leicht abgewandelte Form einer Äußerung Tassos in Goethes Drama Torquato Tasso, mit der er sein Missfallen an dem Verhalten der Leonore Sanvitale ausdrückt:
… und wenn sie auch

Die Absicht hat, den Freunden wohl zu tun,

So fühlt man Absicht, und man ist verstimmt.
Man verwendet das Zitat, wenn man schlecht verborgene persönliche Interessen deutlich erkennt.

## Man muss die Feste feiern, wie sie fallen.
Mit den Worten „Man muss die Feste feiern, wie sie fallen“ fordert man dazu auf, sich eine Gelegenheit zu feiern nicht entgehen zu lassen. Es gibt auch noch den Nachsatz:
„Und wenn sie nicht fallen wollen, muss man eben nachhelfen.“
Die Redensart wurde durch die Posse „Graupenmüller“ des Berliner Autors Hermann Salingré verbreitet.

## Man muss Gott mehr gehorchen als den Menschen.
Auf den Vorwurf der Hohenpriester, das Verbot, öffentlich im Namen Jesu zu lehren, missachtet zu haben, entgegnet Simon Petrus:
„Man muss Gott mehr gehorchen denn den Menschen.“
Auch heute noch ist diese Maxime für viele religiöse Menschen die Richtschnur für ihr Handeln.

## Man müsste Klavier spielen können
Dies ist ein Lied von Hans Fritz Beckmann, das Johannes Heesters in dem 1941 gedrehten Film Immer nur … Du! sang.
„Man müßte Klavier spielen können,
Wer Klavier spielt hat Glück bei den Fraun.
Weil die Herrn, die Musik machen können,
Schnell erobern der Damen Vertraun.“
Unter die Überschrift Man muss nicht Klavier spielen können stellte Volker Hagedorn 2007 seinen Zeit-Artikel über die Erscheinung des 27. und letzten Bands von Die Musik in Geschichte und Gegenwart, des größten Lexikon-Projekts der Musikwissenschaft.

## Man nannte ihn…
Mit diesen Worten beginnen die Titel einiger Abenteuer- und Kriminalfilme:
- „Man nannte ihn Hombre“
- „Man nannte ihn Kelly“

sowie
- „Man nannte es den großen Krieg“
- „Frauen, die man Töterinnen nannte“

## Man schlägt den Sack und meint den Esel
Die sprichwörtliche Redensart „Man schlägt den Sack und meint den Esel“ wird verwendet, wenn jemand stellvertretend für jemand anderes getadelt wird, in Wirklichkeit aber gar nicht gemeint ist. Sie findet sich schon im Satyricon des römischen Schriftstellers Titus Petronius. Dort heißt es in der parodistischen Einlage Das Gastmahl des Trimalchio:
Qui asinum non potest, stratum caedit.
„Wer den Esel nicht [schlagen] kann, schlägt den Packsattel.“
Friedrich Schiller stellt in seinem Drama Kabale und Liebe der gestelzten Sprache des Hofes die direkte, oft derbe Sprache des Ehepaares Miller gegenüber. Miller wird durch die Sprache des einfachen Mannes charakterisiert. Seine Ansichten unterstreicht er mit allgemeinen Redewendungen wie:
„Auf den Sack schlägt man; den Esel meint man.“

## Man sieht nur mit dem Herzen gut.
Das berühmteste Zitat aus Der kleine Prinz von Antoine de Saint-Exupéry ist die Aussage des Fuchses, den die Titelfigur während ihrer Reise trifft:
Und so kam der kleine Prinz auf den siebten Planeten, die Erde. Nach einem Gespräch mit einer Schlange durchquerte er die Wüste in Afrika und begegnete einer Blume, fand danach einen Rosengarten und traf schließlich den Fuchs. Der sagte ihm: „Man kennt nur die Dinge, die man zähmt“ und er verriet dem Prinzen sein Geheimnis:
„Man sieht nur mit dem Herzen gut. Das Wesentliche ist für die Augen unsichtbar.“
„On ne voit bien qu’avec le cœur, l’essentiel est invisible pour les yeux.“
Dieses Zitat erscheint heutzutage in den Texten zahlreicher Nachrufe und in Poesiealben sowie als Wort des Zuspruchs gegenüber blinden Menschen.
Man wird das Wort als säkulare Variante eines Gedankens aus dem 1. Buch Samuel (16, 7) ansehen können, das in der Einheitsübersetzung wie folgt lautet: „Der Mensch sieht auf das Äußere, aber der Herr sieht auf das Herz“. Das Zitat aus dem Alten Testament wird gern als Taufspruch gewählt.

## Man wechselt die Pferde nicht mitten im Fluss.
Slogan des US-Politikers Abraham Lincoln im Wahlkampf des Jahres 1864:
„Don’t swap horses in the middle of the stream.“
Nach ihrer Niederlage in der Schlacht von Gettysburg vom 1. bis 3. Juli 1863 waren die Konföderierten nicht mehr in der Lage, den Krieg aus eigener Kraft zu gewinnen. Ihre einzige Chance bestand darin, den Krieg so lange und für den Norden so verlustreich weiterzuführen, dass Abraham Lincoln die Präsidentschaftswahlen von 1864 verlieren und durch einen neuen, verhandlungsbereiten Präsidenten ersetzt würde.
Diese Chance war durchaus real. Der lange Stellungskrieg im Norden Virginias kostete die Regierung Lincoln weitgehend das Vertrauen der Bevölkerung. Der Präsident war im Sommer des Wahljahrs so unpopulär, dass er selbst mit einer Niederlage rechnete. Sein Gegenkandidat war sein früherer Oberbefehlshaber George B. McClellan, der bereit schien, die Unabhängigkeit des Südens anzuerkennen.

## Manche mögen’s heiß.
Manche mögen’s heiß ist der deutsche Titel der US-amerikanischen Filmkomödie Some like it hot von Billy Wilder aus dem Jahr 1959. Die Handlung spielt während der Alkoholprohibition im Chicago der späten 1920er Jahre. Als der illegale Nachtclub, ein so genannter Speakeasy, in dem sie bisher aufgetreten sind, nach einer Razzia geschlossen wird, haben die Musiker Joe und Jerry Probleme, eine neue Anstellung zu finden.
Der Filmtitel wird häufig zitiert, um anzudeuten, dass jemand heikle Situationen geradezu heraufbeschwört. Doch oft steht er als Redensart in einem völlig anderen Kontext:
- „Stiftung Warentest: Testbericht Manche mögens heiß Isolierflaschen“
- „Manche mögen’s heiss – Spermien nicht!“
- „Klimawandel und Branchen: Manche mögen’s heiß!“

## Manchmal ist eine Zigarre nur eine Zigarre.
Der Psychoanalytiker Sigmund Freud, Entdecker des Phallussymbols und passionierter Raucher, begegnete mit diesen Worten dem Widerspruch, dass er sich selbst gerne eine Zigarre ansteckte. Anzumerken ist jedoch, dass die Frage nach dessen Authentizität offen ist. Denn es gibt keine direkte Überlieferung davon, dass er diese Aussage je so getroffen hat. Da Freud als Arzt um die Gefahren des Rauchens wusste, versuchte er sich dies abzugewöhnen. Dabei versuchte ihm sein Freund, Sanitätsrat Wilhelm Fließ, zu helfen, indem er ihm das Rauchen verbot. Doch ohne Zigarre verlor Freud die Lust am Arbeiten. Allerdings führt die Form der Zigarre in die Irre. Der Analytiker Josef Patloch merkt dazu an:
„Die libidinöse Fixierung an die Mutterbrust konnte er mit Hilfe der stets zur Verfügung stehenden Zigarre befriedigen.“
Es geht bei obigem Satz um Ideologien in der Psychoanalyse:
„Es gibt Psychotherapie-Schulen, die mehr Ideologien sind. Dazu würde ich die Psychoanalyse tendenziell zählen: da sucht man überall unterdrückte Sexualität.“

## Männer – es ist Zeit!
Diese Worte sagte der Tiroler Freiheitskämpfer Andreas Hofer ursprünglich in seinem heimischen Dialekt:
„Mander – ’s isch Zeit!“
In einem Kommentar zum österreichischen Milchaktionstag im März des Jahres 2005 wird dieses Zitat in leicht veränderter Form aufgegriffen:
„‚Mannda es ist Zeit‘ – mit diesen Worten bewegte einst der legendäre Andreas Hofer ein ganzes Bauernvolk um für eine gerechte Sache zu kämpfen.“

## Männer machen Geschichte.
Dieses Zitat des Historikers Heinrich von Treitschke bringt die Überzeugung zum Ausdruck, dass die Geschichte entscheidend durch das Handeln von bedeutenden Persönlichkeiten beeinflusst wird. Treitschke schrieb im Jahr 1879 in seinem Buch Deutsche Geschichte im 19. Jahrhundert, wohl auf Otto von Bismarck bezogen:
„Männer machen (die) Geschichte.“
In der Einleitung zu seinen Vorlesungen über Politik stellt Treitschke fest:
„Wäre die Geschichte eine exakte Wissenschaft, so müßten wir imstande sein, die Zukunft der Staaten zu enthüllen. Das können wir aber nicht, denn überall stößt die Geschichtswissenschaft auf das Rätsel der Persönlichkeit. Personen, Männer sind es, welche die Geschichte machen.“
Eine ähnliche Sehweise findet sich bei dem schottischen Historiker Thomas Carlyle, der schrieb:
„Die Weltgeschichte ist nichts als die Biographie großer Männer.“
„The history of the world is but the biography of great men.“

## Männer sind ja wohl das Primitivste, Dümmste und Mieseste, was rumläuft.
Dieses Zitat stammt aus einer Therapiesitzung in Loriots Filmkomödie Ödipussi. Die Therapeutin, Margarethe Tietze, reagiert darauf mit den Worten:
„Frau Mengelberg, Sie haben da ein Problem angesprochen. Würden Sie das noch etwas näher ausführen?“
Frau Mengelberg berichtet daraufhin, dass sie in dem Großraumbüro, in dem sie arbeitet, von Männern berührt wird, und fängt erneut an, sich zu echauffieren:
„… na, das ist doch wohl das Primitivste und Mies…“
Da fällt ihr die Therapeutin ins Wort:
„Wir haben Sie schon verstanden, Frau Mengelberg.“

## Marmor, Stein und Eisen bricht.

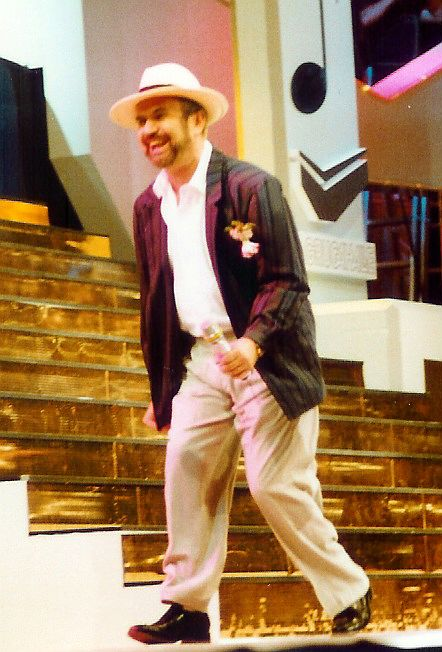
Drafi Deutscher, 1989

Marmor, Stein und Eisen bricht ist der Titel eines Lieds von Drafi Deutscher aus dem Jahr 1965, dessen oft gesungener Refrain folgendermaßen lautet:
„Marmor, Stein und Eisen bricht,
aber unsere Liebe nicht.
Alles, alles geht vorbei,
doch wir sind uns treu.“
So heißt auch der Nachruf zum Tod des Sängers „Gebrochener Marmorstein“, in dem der Titel erklärt wird:
„Ein toller Schlager, der fast zu einer Art Volkslied geworden ist. Und der immer wieder gern zitiert wird, wenn es um Sprache und Schlager geht. Nicht nur wegen der bedeutungsvollen Worte ‚dam dam, dam dam‘, sondern vor allem wegen der Titelzeile. Die enthält eine Aufzählung von drei Materialien: Marmor, Stein und Eisen. Ursprünglich sollten es nur zwei sein, denn Marmor und Stein waren eigentlich als ein Wort gedacht: ‚Marmorstein‘ – so wie Ebenholz und Elfenbein.“
Es wird dann noch erklärt, dass Drafi Deutscher zu seinem Hit nur eine einzige Zeile beigetragen habe:
„Dam dam, dam dam.“
Textdichter war Rudolf-Günter Loose. In der Erstveröffentlichung hieß das Lied noch „Marmorstein und Eisen bricht“.

## Mars regiert die Stunde.
Friedrich Schillers Drama Wallensteins Tod beginnt mit einem Dialog zwischen Wallenstein und seinem Astrologen Seni, der damit beschäftigt ist die Sterne zu beobachten. Wallenstein sagt zu Seni:
„Lass es gut sein, Seni. Komm herab.
Der Tag bricht an, und Mars regiert die Stunde.“
Der sternengläubige Wallenstein zögert und will warten, bis sich eine günstigere Sternenkonstellation einstellt, bei der die „Segenssterne“ Jupiter und Venus „den verderblichen, den tückschen Mars in ihrer Mitte“ haben und seinen Einfluss mildern.
Mit dem Zitat „Mars regiert die Stunde“ umschreibt man heute Krieg.

## Marsch durch die Institutionen
Der Marsch durch die Institutionen spielt auf Mao Zedongs historischen Langen Marsch an und wurde 1967 vom Studentenführer Rudi Dutschke als Parole ausgegeben, als der forderte, dass die sozialrevolutionären Kräfte das politische System durch berufliche Tätigkeit in Behörden, Schulen und anderen Institutionen verändern sollten.
Zu einer Neuauflage dieser Theorie kam es 1998 mit der Regierungsübernahme der Rot-Grünen Koalition, der einige Vertreter der damaligen Studentenbewegung angehörten (z. B. Joschka Fischer). Der Marsch, so die These, habe nunmehr sein Ziel erreicht.

## Martha! Martha! Du entschwandest.
In der romantisch-komischen Oper Martha von Friedrich von Flotow singt der Pächter Lyonel die Arie „Ach so fromm, ach so traut“ mit dem berühmten Schluss:
„Ach so fromm, ach so traut
Hat mein Auge sie erschaut.
Ach so mild und so rein
Drang ihr Bild ins Herz mir ein.
Martha! Martha! Du entschwandest
Und mein Glück nahmst du mit dir;
Gib mir wieder, was du fandest,
Oder teile es mit mir,
Ja, teile es mit mir.“
Der Autor Gerd Diethelm zählt unter der Überschrift „Freibier für Martha“ eine vierte Methode der Rechnungsbegleichung beim Essengehen mit mehreren Personen auf: Die Martha-Methode!
„In Anlehnung an ein altes Lied aus den zwanziger Jahren des vergangenen Jahrhunderts – Martha, Martha, Du entschwandest und mit Dir mein Portemonnaie – leitet sich eine weitere Variante der Rechnungsübernahme ab. Lade ein und laß Deine Gäste für sich selbst und für Dich, den auf einmal überforderten Einladenden, zahlen: Prosit Martha!“

## Matthäi am Letzten
Matthäi am letzten meint, dass eine Angelegenheit eine allerletzte Chance hat. Wenn jemand zahlungsunfähig ist, dann ist Matthäi am Letzten. Im modernen „Deutsch“ würde man „deadline“, letzte Frist, letzter Abgabetermin etc. sagen.
Die Aussage bezieht sich auf das Evangelium nach Matthäus am Letzten, nämlich Sonntag des Kirchenjahres. Im Einzelnen hatte die katholische Kirche vor der Liturgiereform Mt 25,15–35   und hat heute nach der Liturgiereform im Lesejahr A Mt 25,31–46 ; im Protestantismus ist daneben verschiedentlich auch das Gleichnis von den Jungfrauen (Mt 25,1–13 ) verbreitet. Gemeinsam ist diesen Perikopen die Rede vom Jüngsten Gericht, vor dem es – unter anderem – zappenduster werden wird (Apg 2,20 ).

## Mehr Demokratie wagen

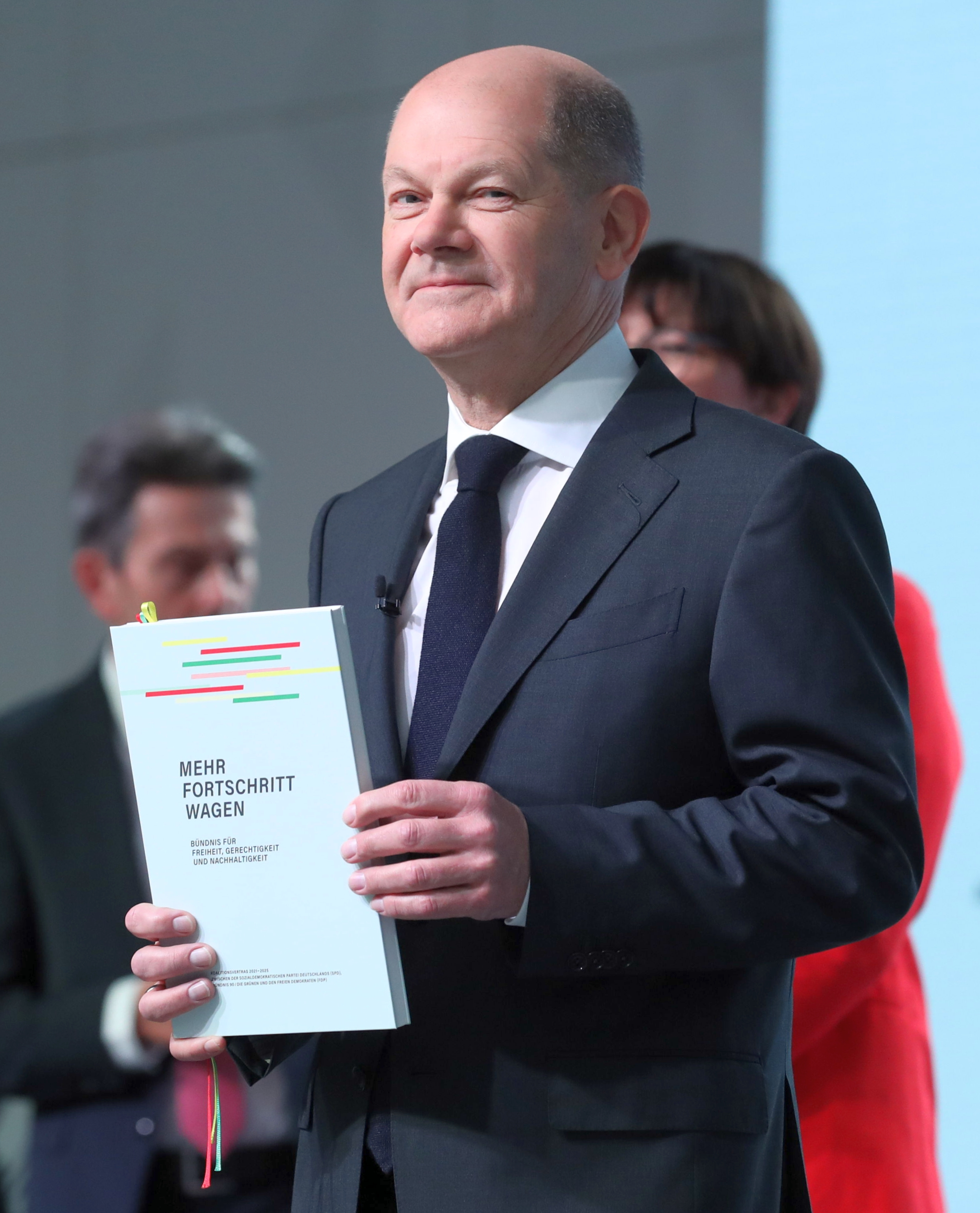
Olaf Scholz mit dem Koalitionsvertrag unter der Überschrift „Mehr Fortschritt wagen“ (2021)

„Wir wollen mehr Demokratie wagen.“ sagte Willy Brandt, als erster Sozialdemokrat zum Bundeskanzler der Bundesrepublik Deutschland gewählt, in seiner Regierungserklärung vom 28. Oktober 1969.
Diese Botschaft wurde auch zu einem der Markenzeichen seiner sozial-liberalen Koalition.
Dieses Motto war damals nicht unumstritten. Als Willy Brandt am Ende seiner Rede sagte „Wir stehen nicht am Ende unserer Demokratie, wir fangen erst richtig an“, protestierte die Opposition mit Zwischenrufen wie „Ein starkes Stück! Unglaublich! Unerhört!“
Zudem stammt es originär nicht von Willy Brandt, sondern fand schon 1961 erstmals Erwähnung in der Erläuterung des Tübinger Memorandums, einer Denkschrift evangelischer Intellektueller um Carl Friedrich von Weizsäcker gegen nukleare Aufrüstung und für die Anerkennung der Oder-Neiße-Grenze.
Als Angela Merkel (CDU) nach einer Koalitionsvereinbarung mit der SPD Gerhard Schröder als Bundeskanzlerin ablöste, griff sie diese Worte in ihrer Regierungserklärung vom 30. November 2005 auf: „Lassen Sie uns mehr Freiheit wagen!“
Der nach der Bundestagswahl 2021 am 24. November 2021 der Öffentlichkeit präsentierte Koalitionsvertrag von SPD, Bündnis 90/Die Grünen und FDP steht unter dem Motto „Mehr Fortschritt wagen“ und knüpft damit bewusst an die Äußerung von Brandt an.

## Mehr Licht!
In seinen letzten Worten am 22. März 1832 soll Johann Wolfgang Goethe laut Kanzler Friedrich von Müller gesagt haben:
„Macht doch den zweiten Fensterladen auf, damit mehr Licht hereinkommt!“
Dies wurde verkürzt zu „Mehr Licht“ und heute scherzhaft zitiert, wenn es in einem Zimmer zu dunkel ist. Die Formulierung „Mehr Licht!“ wird oft philosophisch gedeutet.
Es gibt zahlreiche weitere Theorien, wie Goethes letzte Worte gelautet haben könnten. Werner Fuld behauptet z. B., die letzten Worte seien an die Schwiegertochter gerichtet gewesen:
„Frauenzimmerchen, gib mir dein Pfötchen!“
Thomas Bernhard meint in dem Essay Goethe stirbt, sie hätten „Mehr nicht!“ gelautet.
Eine weitere scherzhafte Abwandlung des Ausspruchs nimmt Bezug auf Goethes Aussprache in Frankfurter Dialekt. So sollen die letzten Worte auf dem Sterbebett statt „Mehr Licht“ eher „Mer lischt [des Kisse schief]“, also „Mir liegt das Kissen schief“, gewesen sein.

## Mehr Schulden als Haare auf dem Kopf haben
Diese Redensart leitet sich von Psalm 40,13  her, in dem König David die Anzahl seiner Sünden mit den Haaren auf seinem Haupt vergleicht:
„Denn es hat mich umgeben Leiden ohne Zahl; es haben mich meine Sünden ergriffen, daß ich nicht sehen kann; ihrer ist mehr denn der Haare auf meinem Haupt, und mein Herz hat mich verlassen.“
In Petra Hammesfahrs Erzählungsband Die Freundin wird mit dieser Redensart gespielt, wenn es heißt:
„Im Geist höre ich den Staatsanwalt schon reden. ‚Paul Schmalbach hatte mehr Schulden als Haare auf dem Kopf‘. Und ich habe noch ziemlich dichtes Haar.“
In einer Diskussion zum Dresdner Immobilienverkauf schreibt ein Diskussionsteilnehmer mit Bezug auf Oberbürgermeister Ingolf Roßberg:
„Ich bin nur gespannt, wann die Dresdner wieder mehr Schulden haben, als der Bürgermeister Haare auf dem Kopf hat.“
Im März 2006 beschloss der Stadtrat von Dresden den Verkauf der Wohnungsbaugesellschaft WOBA Dresden an die US-amerikanische Investmentgesellschaft Fortress Investment Group LLC. Dadurch wurde Dresden zur ersten schuldenfreien Großstadt Deutschlands, weil die eingenommenen 982 Millionen Euro zur Tilgung der 741,4 Millionen Euro Schulden verwendet werden konnten.
Will man die Redensart wörtlich nehmen, muss man bedenken, dass der durchschnittliche Mensch 100.000 bis 150.000 Kopfhaare hat. Die Anzahl der Haare ist von der Haardicke abhängig. Blonde Haare treten in größerer Anzahl auf als schwarze Haare, rote Haare sind am dicksten und kommen daher in geringster Anzahl vor.

## Mehr sein als scheinen

Staatssiegel des US-Bundesstaates North Carolina

„Mehr sein als scheinen – viel leisten und wenig hervortreten“ gilt als Wahlspruch des preußischen Generalfeldmarschalls Helmuth von Moltke (1800–1891).
„Mehr sein als scheinen“ empfahl auch der preußische Generalfeldmarschall Graf Alfred von Schlieffen 1903 in einer Rede anlässlich seines Dienstjubiläums den Generalstabsoffizieren als Wahlspruch. Bescheidenheit ist auch eine der Preußischen Tugenden, die zunächst auf die Könige Friedrich Wilhelm I., den sparsamen, bürgerlichen Verwaltungsreformer und Soldatenkönig, und auf dessen Sohn Friedrich den Großen zurückgingen.
Im dritten Reich wurde der Spruch sowohl bei der SS eingesetzt als auch als Motto auf den Ehrendolchen der Absolventen der Nationalpolitischen Erziehungsanstalten verwendet. In der SS-Junkerschule Bad Tölz wurde der Leitspruch in den Seminarräumen aufgehängt (siehe Abbildung). In der früher nach dem Kampfpiloten der Wehrmacht Helmut Lent benannten Von-Düring-Kaserne in Rotenburg (Wümme) wird dieser Spruch noch heute als Motto der Kaserne geführt.
Der Aufruf ist bereits in der Antike bei Cato dem Älteren belegt und war Wahlspruch verschiedener Adelshäuser. In der lateinischen Form Esse quam videri ist es das Motto des US-Bundesstaates North Carolina.
Der ehemalige deutsche Außenminister Joschka Fischer erklärte 2002 in einem Interview, dass Deutschland auf der internationalen Bühne ein verlässlicher, aber bescheidener Partner bleibe:
„Die Maßgabe sei: ‚Mehr sein als scheinen‘, sagt der Minister in einem Interview mit dem Magazin Reader’s Digest (August-Ausgabe). Eine ‚klug eingesetzte Selbstbeschränkung‘ führe zu Spielräumen, ‚die im Interesse unseres Landes liegen‘.“.

## Mein Freund ist Platon, aber noch mehr mein Freund ist die Wahrheit.
Dieser Gedankengang stammt aus einer anonymen spätantiken Aristotelesbiographie, der so genannten Vita vulgata und wurde ursprünglich dem Sokrates-Schüler Platon zugeschrieben, später aber auf den Platonschüler Aristoteles übertragen. Er lautet im griechischen Original:
„Φίλος μεν Πλάτων, φιλτέρα δὲ ἀλήθεια.“
Philos men Platōn, philtera de alētheia.
Der Biograf rechtfertigt damit die Kritik des Aristoteles an der Lehre Platons und zitiert anschließend noch einen Ausspruch aus Platons Dialog Phaidon, wo Sokrates zu Simmias und Kebes sagt:
„Nehmt nicht so sehr Rücksicht auf Sokrates als vielmehr auf die Wahrheit.“
Platon wiederholt den Gedanken noch einmal in seiner Politeia, wo Sokrates mit Bezug auf Homer erklärt:
„Aber höher jedenfalls als die Wahrheit darf ein Mensch nicht geschätzt werden.“
Der britische Gelehrte Isaac Newton leitete seine 1661 begonnene Notizensammlung Quaestiones quaedam philosophicae mit dem Spruch ein:
„Amicus Plato, amicus Aristoteles, magis amica veritas.“
„Platon ist mein Freund und Aristoteles auch, meine liebste Freundin aber ist die Wahrheit.“

## Mein Gott, Walter!
„Mein Gott, Walter!“ ist ein Blödelsong des Komikers Mike Krüger aus dem Jahr 1975. Es geht darin um einen Mann namens Walter, der mit den Tücken des Alltags zu kämpfen hat. Seine Art der Problemlösung provoziert immer wieder diesen Stoßseufzer.
„Seine Frau, die Marie, sah noch ganz gut aus für ihr Alter
Und wenn sie mal was sagte, dann meist:
Mein Gott Walter.“
Das Zitat wird heute in verschiedenen Zusammenhängen gebraucht, besonders dann, wenn eine Person mit Vor- oder Familienname Walter heißt.
Ein Artikel über die Kreditmodelle der Deutschen Bank, in dem deren Ökonom Norbert Walter kritisiert wird, ist überschrieben mit „Mein Gott, Walter“.

## Mein Hüfthalter bringt mich um.

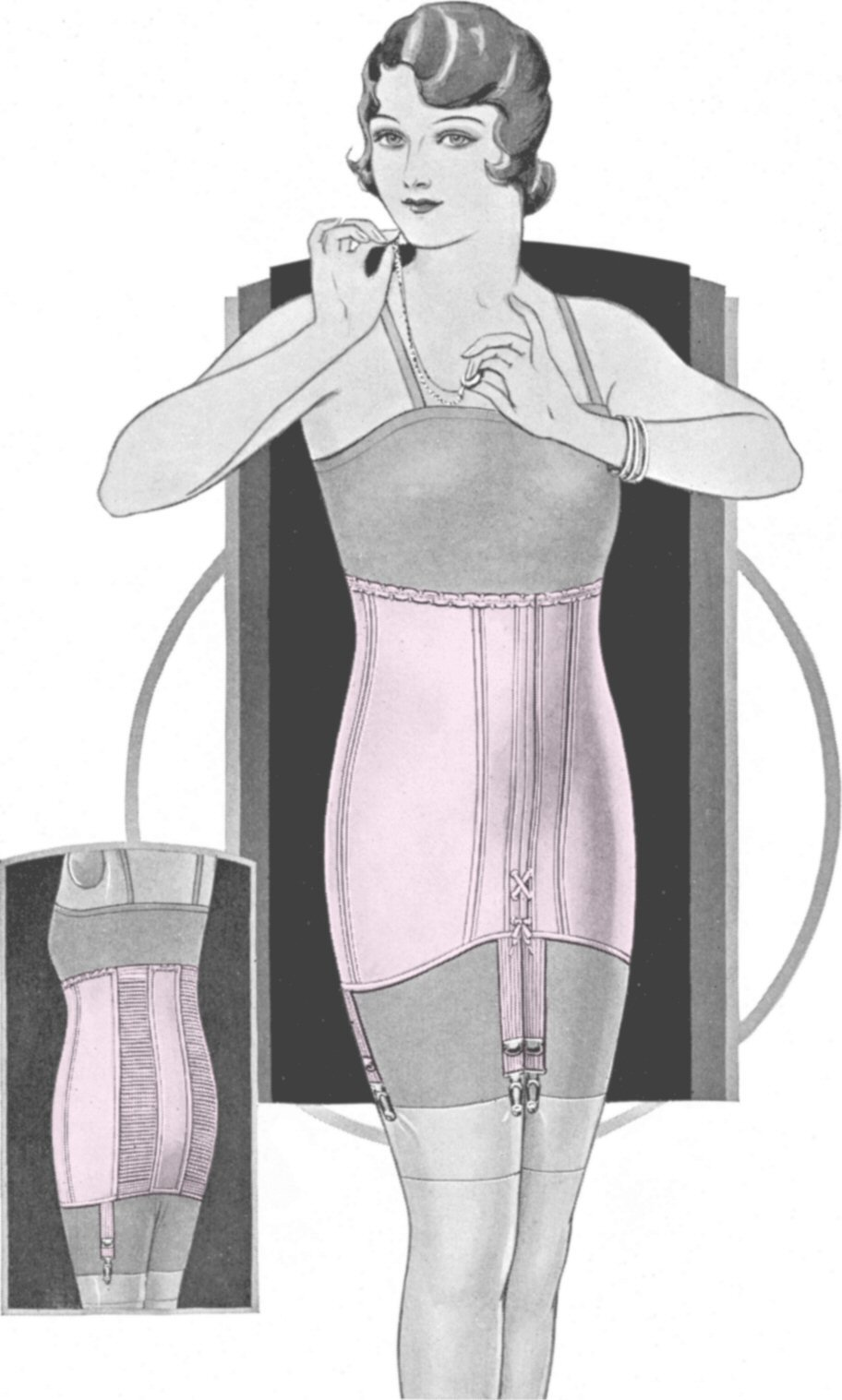
Hüfthalter

Dies ist ein klassischer Werbespruch aus den 1960er Jahren, mit dem sich eine Frau über ihren Hüfthalter beklagt. Der Hüfthalter bestand aus körperformendem Material, reichte von der Taille bis zum Ansatz der Oberschenkel und wurde häufig geschnürt.
Die Dame, die sich so beschwerte, wechselte dann zu Playtex und hatte keine Probleme mehr.
Zum Internationalen Frauentag 2008 fand im Homburger Siebenpfeifferhaus eine multimediale Führung durch die Geschichte der Frauenbewegung mit dem Titel „Mein Hüfthalter bringt mich um! Vom Blaustrumpf zur Emanze…“ statt. In der Ankündigung dazu heißt es:
„Den Spruch ‚Mein Hüfthalter bringt mich um!‘, der als Titel gewählt wurde, kennen sicher noch viele Frauen aus eigener Erfahrung oder als tiefen Seufzer von Mutter oder Oma.“

## Mein lieber Scholli!
Für die Redensart Mein lieber Scholli gibt es zwei Erklärungsversuche:
1. Möglicherweise ist es eine Ableitung aus dem französischen Adjektiv joli (= hübsch). Dann wäre es eine eingedeutschte Form mit der Bedeutung von „Na, mein Hübscher, da hast du dir was geleistet!“
2. Der zweite Erklärungsversuch bezieht sich auf den Salzburger Studenten Ferdinand Joly, der von der Universität verwiesen wurde und als Dichter volkstümlicher Lieder durch die Lande zog. 2003 wurde er mit einem Musical „geehrt“, das den Titel Mei liaba Schole trägt – nach dem regional bekannten Ausruf, der auf seinem Namen basiert und auf sein Wirken anspielt.[59]

Möglicherweise ist auch die Redensart „Mein lieber Herr Gesangsverein“ als Ausspruch der Verwunderung, auf Grundlage dieser Redensart und des Lohengrin-Zitates „Mein lieber Schwan“ gebildet worden.

## Mein Milljöh

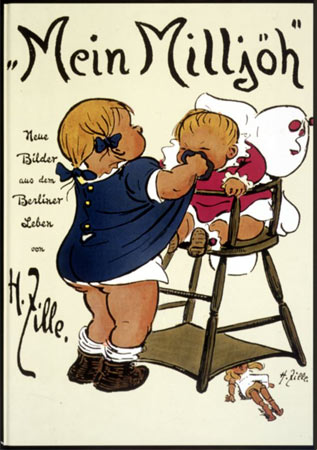
Mein Milljöh

Mein Milljöh ist der Titel eines der Bildbände des Berliner Zeichners Heinrich Zille, der in seinen Bildern das Berliner Milieu der proletarischen Viertel schilderte. Das Kerngebiet des Zille-Milieus befand sich um dem Wilhelminischen Ring, den Mietskasernengürtel, der in der zweiten Hälfte des 19. Jahrhunderts um den alten Stadtkern von Berlin herum errichtet wurde und durch eine dichte Bebauung mit vier- bis fünfgeschossigen Wohnhäusern mit Seitenflügeln und Hinterhäusern gekennzeichnet war.
Der Bildband wurde schon im Jahr 1913 bereits mehr als 600.000 Mal verkauft. Der Schriftsteller Georg Hermann schrieb in seinem Vorwort zu Zilles Werksammlung:
„Heinrich Zille versteht es, das Wesen eines Menschen, eines Raumes, eines Zimmers, einer Landschaft, einer Beleuchtungsart mit den einfachsten Mitteln in schlagenster und überzeugendster Weise zum Ausdruck zu bringen.“
Lange Zeit wurde Zilles soziales Engagement verkitscht und er selbst als „Pinsel-Heinrich“ verharmlost, bis in den 1960er Jahren seine Sozialkritik wahrgenommen wurde. Zille gilt übrigens auch als Pionier der analytischen Dokumentarfotografie.
Der Titel oder auch das Wort „Milljöh“ allein (in seiner charakteristischen Schreibung) tauchen in Texten auf, die sich mit entsprechenden Themen befassen.

## Mein Name ist Hase.
Die Redensart „Mein Name ist Hase, ich weiß von nichts“ geht auf den Heidelberger Jurastudenten Victor von Hase zurück, der 1854 einem Kommilitonen, der jemanden beim Duell erschossen hatte, durch absichtliches Verlieren seines Studentenausweises zur Flucht nach Frankreich verhalf. Nachdem Hases Ausweis in Frankreich gefunden wurde, kam er vor das Universitätsgericht. In der Verhandlung wiederholte er lediglich:
„Mein Name ist Hase, ich verneine die Generalfragen, ich weiß von nichts.“
Heute wird mit diesem Zitat zum Ausdruck gebracht, dass man mit einer Sache nichts zu tun haben will. Der Satz ist auch im niederländischen Sprachraum in der Form “Mijn naam is haas” geläufig.

## Mein Name ist Lohse, ich kaufe hier ein.
Mit diesen Worten stellt sich die Hauptfigur in Loriots Filmkomödie Pappa ante Portas beim Einkauf im Lebensmittelladen vor. Der Satz zeigt die Weltfremdheit des pensionierten Einkaufsleiters, der als Vorruheständler versucht, geschäftliche Wirtschaftsprozesse auf das Privatleben zu übertragen. Später, als er sich nicht beachtet fühlt, ändert er seine Vorstellung ab:
„Mein Name ist Lohse, ich hätte gern hier eingekauft.“
Er wird aber weiterhin ignoriert und sagt:
„In diesem Ton kommen wir nicht ins Geschäft.“
Herr Lohse kann dann einen Mengenrabatt aushandeln, was dazu führt, dass ihm palettenweise Senfgläser ins Haus geliefert werden.

## Mein Name ist Nobody.
Mein Name ist Nobody (italienisch: Il mio nome è Nessuno) ist eine Western-Parodie von Tonino Valerii nach einer Idee von Sergio Leone.
Ein alternder Revolverheld ist müde und möchte sich ohne viel Aufsehen nach Europa einschiffen. Er hat sich im Westen Feinde gemacht und möchte sich zur Ruhe setzen. Als er jedoch auf das umtriebige Schlitzohr Nobody (englisch: „Niemand“) trifft, ändern sich seine Pläne ungewollt.
Mit den Worten „Mein Name ist Niemand“ (griechisch: Οὖτις ἐμοί γ’ ὄνομα) stellte sich der listige Odysseus dem Kyklopen Polyphem vor.
Als Odysseus ihn im Schlaf blendete und Polyphem die anderen Kyklopen zu Hilfe rief, kümmerten die sich nicht weiter um ihn, da Polyphem offensichtlich Unsinn redete:
„Das klägliche Schreien des Polyphem hallte über die ganze Insel. Die anderen Kyklopen eilten sofort herbei und fragten, was ihm den widerfahren sei. Da rief Polyphem „Niemand würgt mich mit Arglist!“ Da lachten sie nur und gingen von dannen.“

## Meine bessere Hälfte
Die Bezeichnung der Ehefrau als „bessere Hälfte“ (englisch: „my better half“) geht wohl auf den englischen Schriftsteller Philip Sidney zurück, der diese Wendung in seinem Roman „Arcadia der Gräfin von Pembrock“ (englisch: „The Comtesse of Pembroke’s Arcadia“) verwendete, der postum 1590 erschien. Der Roman, mit dem die englische Schäferdichtung begründet wurde, war ein großer Erfolg. Sidney selbst wurde als das Ideal eines Höflings, Soldaten und Gelehrten angesehen. Er verwendet diese Worte auch in seiner Defence of Poesy (Verteidigung der Poesie, III):
“My dear, my better half.”
Der Begriff „bessere Hälfte“ war übrigens ursprünglich nicht nur auf Ehepartner bezogen, sondern konnten auch einen lieben Freund bezeichnen.
Möglicherweise klingt darin der Mythos vom Kugelmenschen in Platons Dialog Symposion an, wonach ursprünglich androgyne Wesen, die Androgynoi, von Zeus in zwei Hälften geteilt wurden, die seither wieder zusammenstreben.

## Meine Schwester heißt Polyester.
Diese Worte stammen aus einer Revue-Nummer, die die Schauspielerin Evelyn Hamann in Loriots Film Ödipussi singt.
Bei diesem Lied handelt es sich um eine deutsche Fassung des Henry-Mancini-Titels Le Jazz Hot aus dem Soundtrack zur Blake-Edwards-Komödie Victor/Victoria und enthält Verse wie den folgenden:
„Meine Schwester heißt Polyester
 Die lutscht nun schon bald 9 Jahre
Immer denselben gelben Plastikbonbon
das ist eben Spitzenware.“
In dem Film soll die von Hamann gespielte Margarethe Tietze eine Revue für das Polyvinylchlorid der fiktiven Firma Kunststoff-Meyer aufführen und verspricht sich beim Wort Polyester:
„Seine Schwester heißt … Scheiße!“
Die Reaktion darauf ist:
„Nein, so heißt sie nicht.“
Hamann redet sich heraus mit:
„Ich kann mir diesen dämlichen Namen einfach nicht merken.“

## Meine Stunde ist noch nicht gekommen.

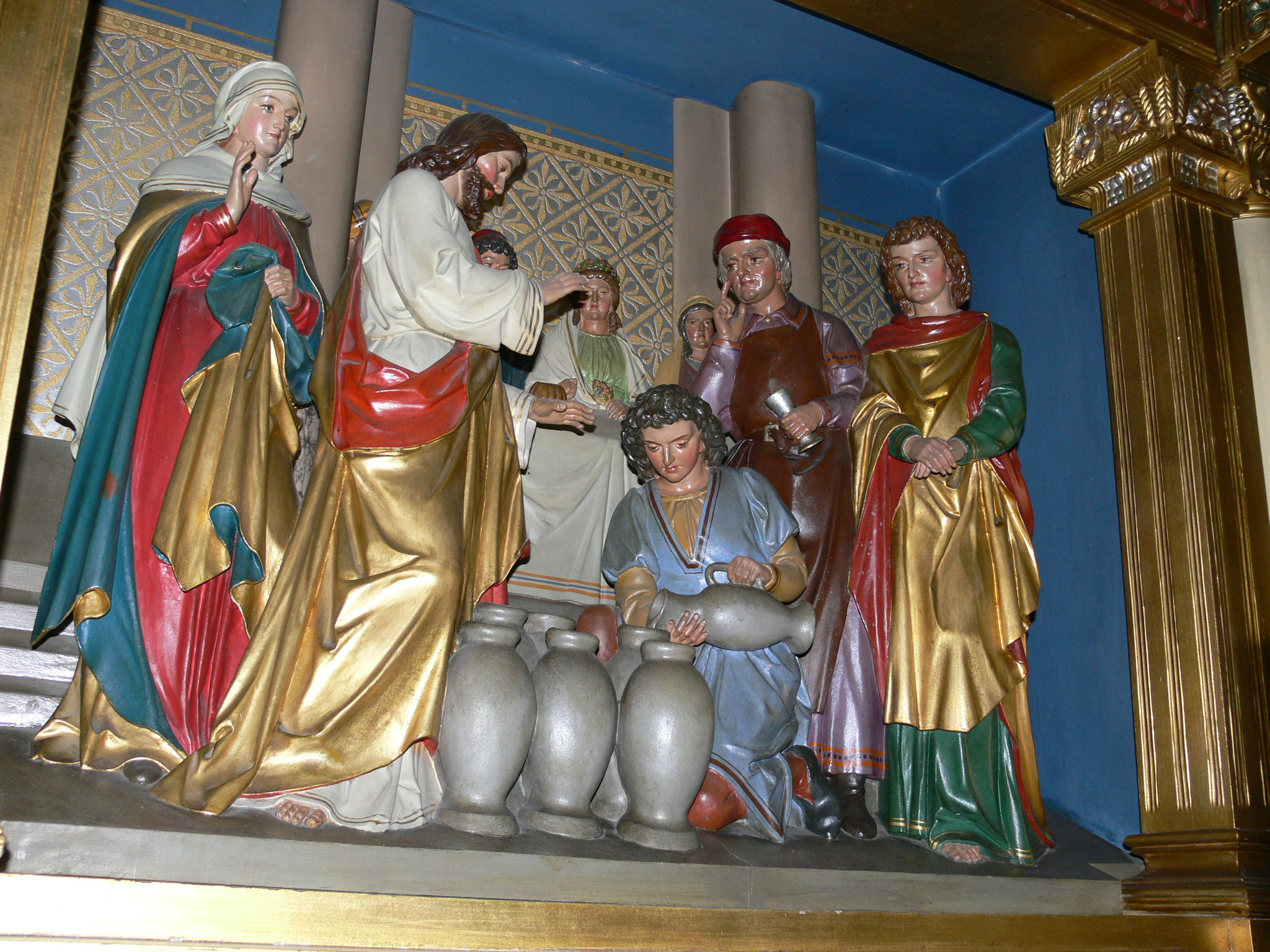
Hochzeit zu Kana

Bei der Hochzeit zu Kana im Evangelium nach Johannes wird Jesus Christus von seiner Mutter darauf aufmerksam gemacht, dass dem Gastgeber der Wein ausgegangen ist. Er weist sie zuerst schroff ab:
„1 Und am dritten Tag ward eine Hochzeit zu Kana in Galiläa; und die Mutter Jesu war da. 2Jesus aber und seine Jünger wurden auch auf die Hochzeit geladen. 3 Und da es an Wein gebrach, spricht die Mutter Jesu zu ihm: Sie haben nicht Wein. 4 Jesus spricht zu ihr: Weib, was habe ich mit dir zu schaffen? Meine Stunde ist noch nicht gekommen.“ (Joh 2,4 )
Danach erst macht sich Jesus daran, sein „erstes Zeichen“ zu tun. Er weist die Diener an, Wasserkrüge, die für die rituelle Reinigung bestimmt sind, mit Wasser zu füllen. Als der Küchenchef davon kostet, ruft er verwundert den Bräutigam und fragt ihn, warum er den guten Wein bis zuletzt aufgehoben hat.
Im Johannesevangelium ist immer wieder von der Stunde Jesu die Rede. Der Begriff taucht dann wieder im Zusammenhang mit dem letzten Abendmahl und der Fußwaschung auf:
„1 Es war vor dem Paschafest. Jesus wußte, dass seine Stunde gekommen war, um aus dieser Welt zum Vater hinüberzugehen. Da er die Seinen, die in der Welt waren, liebte, erwies er ihnen seine Liebe bis zur Vollendung.2 Es fand ein Mahl statt, und der Teufel hatte Judas, dem Sohn des Simon Iskariot, schon ins Herz gegeben, ihn zu verraten und auszuliefern.3 Jesus, der wußte, daß ihm der Vater alles in die Hand gegeben hatte und daß er von Gott gekommen war und zu Gott zurückkehrte,4 stand vom Mahl auf, legte sein Gewand ab und umgürtete sich mit einem Leinentuch.5 Dann goß er Wasser in eine Schüssel und begann, den Jüngern die Füße zu waschen und mit dem Leinentuch abzutrocknen, mit dem er umgürtet war.“ (Joh 13,1-5 )
Meine Stunde ist noch nicht gekommen ist auch der Titel eines historischen Romans des ehemaligen römisch-katholischen Priesters Peter de Rosa über die frühen Jahre Jesu.

## Meine Wenigkeit
Dieser Ausdruck soll Bescheidenheit ausdrücken und geht zurück auf das lateinische mea parvitas, das sich im Vorwort Factorum et dictorum memorabilium libri novem (Neun Bücher denkwürdiger Taten und Aussprüche) des römischen Schriftstellers Valerius Maximus findet.
Der spätlateinische Schriftsteller Aulus Gellius sagt von sich „mea tenuitas“, was das Gleiche bedeutet und wiederum vom deutschen Barockdichter Martin Opitz in der Einleitung zu seinem Buch von der Teutschen Poeterey aufgegriffen wurde:
„Vnd ich (wiewol ich mich schäme / das ich in mangel anderer deutschen exempel mich meiner eigenen gebrauchen soll / weil mir meine wenigkeit vnd vnvermögen wol bewust ist) in dem ersten buche der noch vnaußgemachten Trostgetichte in Widerwertigkeit des Krieges“
Heute wird dieser Ausdruck meist im Zusammenhang mit der Vorstellung der eigenen Person oder dem Hinweis auf die Mitarbeit an einem Projekt gebraucht:
- „Ein wenig über meine Wenigkeit“
- „Meine Wenigkeit. So, dann erzähl ich mal ein wenig von mir.“

Der Begriff wird auch ironisch verwendet, beispielsweise wenn eine Person die hauptsächliche Arbeit bei einem Projekt übernimmt, ihren Aufgabenbereich aber mit „Meine Wenigkeit…“ einleitet.
Genauso kann der Ausdruck verwendet werden, um nicht überheblich zu klingen oder den Anschein zu erwecken, sich selbst zu wichtig nehmen zu wollen.

## Meistens belehrt uns erst der Verlust über den Wert der Dinge.
Diese Erkenntnis stammt aus den Aphorismen zur Lebensweisheit des Philosophen Arthur Schopenhauer, der Über den Wert der Dinge Folgendes schreibt:
„Ich meine, wir sollten das, was wir besitzen, bisweilen uns so anzusehen bemühen, wie es uns vorschweben würde, nachdem wir es verloren hätten, und zwar jedes, was es auch sei: Eigentum, Gesundheit, Freunde, Geliebte, Weib, Kind, Pferd und Hund; denn meistens belehrt erst der Verlust über den Wert der Dinge.“

## Meister der Herzen
Diesen Titel bekam die Fußball-Bundesligamannschaft des FC Schalke 04 im Volksmund erstmals am Ende der Saison 2000/01, als der FC Schalke am letzten Spieltag den schon sicher geglaubten Meistertitel vier Minuten später durch ein Tor des FC Bayern beim Hamburger SV in der Nachspielzeit verlor. In den Spielzeiten 2004/05 und 2006/07 hatten die Schalker erneut kurz vor Saisonschluss die Tabelle angeführt, kamen aber wiederum am Ende nur auf Platz zwei. Das gleiche Schicksal ereilte die Schalker auch 2009/10, als man nach dem 29. Spieltag zwei Punkte Vorsprung und ein anschließendes Heimspiel gegen den direkten Verfolger Bayern München hatte, am Ende aber wieder nur Zweiter wurde.
Ähnliche Titel etablierten sich in der Folge auch für andere Begeisterung hervorrufende Beinahe-Sieger, vor allem im Sport:
Die deutsche Fußballnationalmannschaft wurde nach der WM 2006 auch vielfach Weltmeister der Herzen genannt, weil sie das heimische Publikum begeistern konnte und im Halbfinale relativ unglücklich ausgeschieden war, nachdem das Spiel gegen Italien erst in den letzten Minuten der Verlängerung verloren wurde.
Die seit 1997 entstandenen „… der Herzen“-Wortschöpfungen können als Anlehnung an die Bezeichnung Königin der Herzen gesehen werden. Die 1997 verstorbene Diana Spencer, Ex-Ehefrau des damaligen britischen Thronfolgers Prinz Charles, war nach ihrem Tod oft so genannt worden.
Die Bezeichnung Protestantin der Herzen wurde unter anderem auch auf die weiterhin erfolgreiche Karriere der aufgrund einer alkoholisierten Autofahrt zurückgetretenen Exbischöfin Margot Käßmann gemünzt.

## Memento mori.

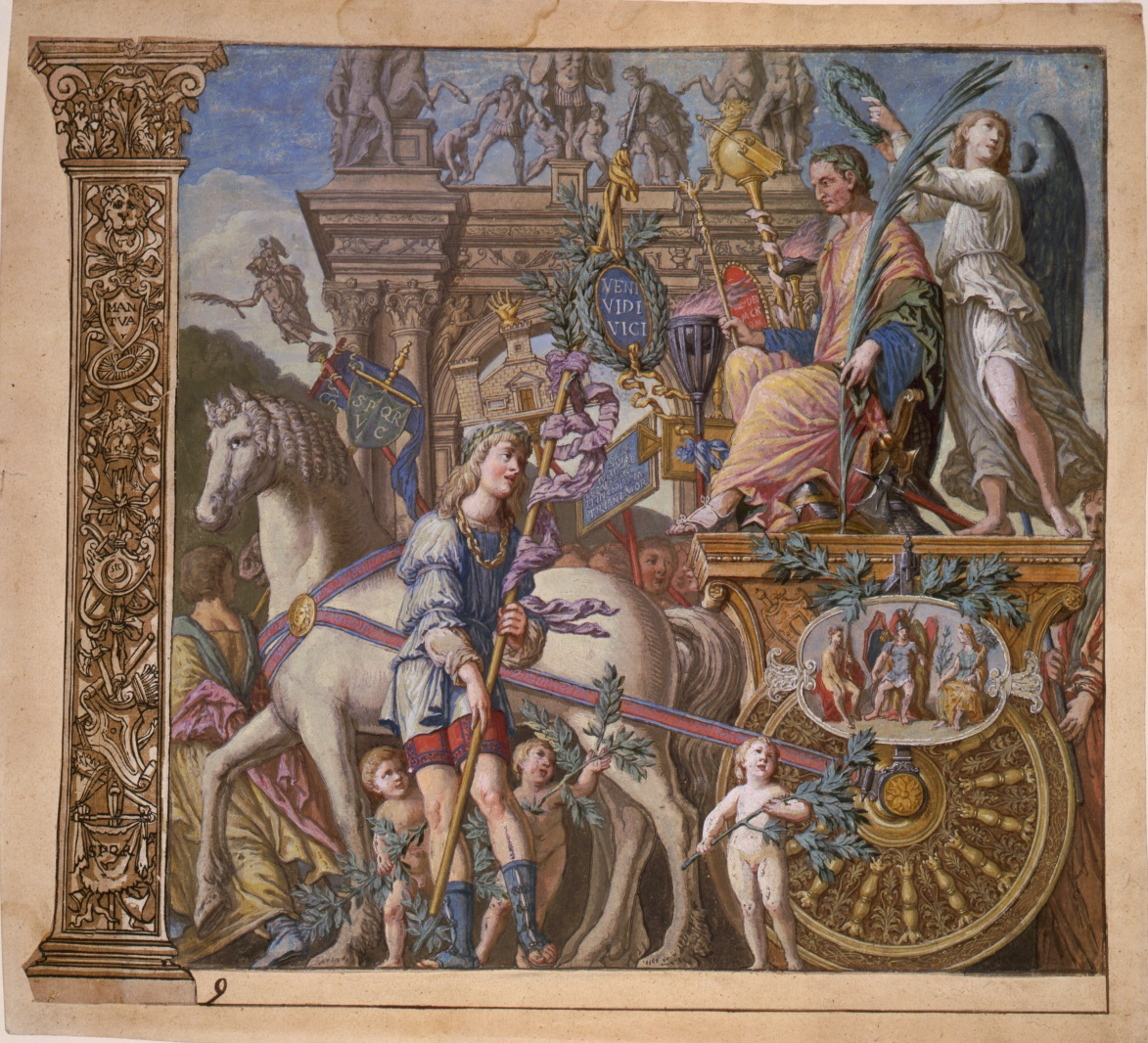
Andrea Andreani: Triunphus Caesaris (Der Triumph Caesars)

Der lateinische Mahnruf memento mori bedeutet so viel wie „Bedenke, dass du sterblich bist!“
Im antiken Rom stand hinter einem siegreichen Feldherrn beim Triumphzug ein Sklave, der ihm einen Lorbeerkranz über den Kopf hielt und den Triumphator ununterbrochen mit folgenden Worten ermahnte:
1. „Memento mori.“ (Bedenke, dass du sterben wirst.)
2. „Memento te hominem esse.“ (Bedenke, dass du ein Mensch bist.)
3. „Respice post te, hominem te esse memento.“ (Sieh dich um und gedenke, dass auch du nur ein Mensch bist.)

Memento mori ist auch der Titel eines kurzen Gedichts Joseph von Eichendorffs:
„Schnapp Austern, Dukaten,
Mußt dennoch sterben!
Dann tafeln die Maden
Und lachen die Erben.“

## Mensch, bezahle deine Schulden!
Diese Aufforderung stammt aus der zweiten Strophe von Heinrich Heines Gedicht Mensch, verspotte nicht den Teufel, dort heißt es:
„Mensch bezahle Deine Schulden,
Lang ist ja die Lebensbahn,
Und du musst noch manchmal borgen,
Wie du es so oft getan.“
Dieses Zitat wird gern dann gebraucht, wenn es darum geht, Schulden einzutreiben.

## Mensch, werde wesentlich.
Vom Mystiker Angelus Silesius stammt eine Sammlung geistlicher Sinn- und Schlussreime mit dem Titel Der cherubinische Wandersmann, in dessen zweiten Buch sich der folgende Sinnspruch findet:
„Mensch, werde wesentlich! Denn wann die Welt vergeht,
So fällt der Zufall weg, das Wesen, das besteht.“
Für den Mystiker Angelus Silesius ist damit die Wendung nach innen gemeint.
Der expressionistische Dichter Ernst Stadler griff dieses Epigramm in seinem Gedicht Der Spruch auf:
„In einem alten Buche stieß ich auf ein Wort,
Das traf mich wie ein Schlag und brennt durch meine Tage fort:
Und wenn ich mich an trübe Lust vergebe,
Schein, Lug und Spiel zu mir anstatt des Wesens hebe,
Wenn ich gefällig mich mit raschem Sinn belüge,
…
Wenn mich willkommner Traum mit Sammelhänden streicht,
Und Tag und Wirklichkeit von mir entweicht,
Der Welt entfremdet, fremd dem tiefsten Ich,
Dann steht das Wort mir auf: Mensch, werde wesentlich!“
Das Zitat wird heute als scherzhafte Aufforderung gebraucht, zur Sache zu kommen.

## Menschen im Hotel
Menschen im Hotel ist ein US-amerikanischer Film aus dem Jahr 1932 nach einem gleichnamigen Roman der österreichischen Schriftstellerin Vicki Baum. Der englische Titel des Films ist: Grandhotel.
Der Roman spielt nahezu ausschließlich in einem Berliner Luxushotel (als Vorbild soll das Hotel Excelsior gedient haben) und lebt von den Beziehungen, die zwischen den dort abgestiegenen Gästen entstehen. Dazu gehören unter anderem:
- eine berühmte Balletttänzerin, die ihren Zenit bereits überschritten hat und vor ihren Auftritten die ganze Hotelmannschaft auf Trab hält;
- ein vereinsamter Kriegsveteran, der immer wieder vergeblich an der Rezeption fragt, ob nicht ein Brief für ihn abgegeben wurde;
- ein verarmter Baron, der sich als Fassadenkletterer und Trickbetrüger betätigt.

Der Titel wird gelegentlich als Metapher für Menschen gebraucht, die beziehungslos nebeneinander leben.

## Menschen wie du und ich
Menschen wie du und ich war die Überschrift einer Rubrik in der Zeitschrift Das Beste aus Reader’s Digest.
Mit dieser oder mit der Formulierung „Ein Mensch wie du und ich“ bezeichnet man Menschen, die trotz ihrer Berühmtheit normal geblieben sind, oder Menschen, die einem selbst ähneln, wobei mancher Vergleich oft sehr weit hergeholt ist:
- „Die Sims – Total normal, wie Du und ich“
- „Affen wie Du und Ich“
- „Ein Schwein wie du und ich“

In einem der ersten Werbespots der Partei Die Grünen aus dem Jahr 1980 kommt ein Opa mit seiner Enkelin zu den Grünen und sagt:
„Das sind noch Menschen wie Du und Ich, Annegret.“

## Menschliches, allzu Menschliches
Menschliches, allzu Menschliches ist der Titel einer Sammlung von Betrachtungen und Aphorismen des Philosophen Friedrich Nietzsche.
Der Titel wird häufig als Kommentar zu menschlichen Schwächen zitiert:
- „Humoriges und allzu Menschliches. … was uns im Alltag schmunzeln lässt.“
- „Lustige Bilder: Menschliches, Allzumenschliches“
- „Liebe, Klatsch und Weltgeschichte – Menschliches und Allzumenschliches in Versen und Prosa“

## Mich wundert, dass ich so fröhlich bin.
Mit diesem Spruch drückt man aus, dass man eigentlich gar keinen Grund zum Fröhlichsein hat. Es handelt sich dabei um den letzten Vers eines Vierzeilers von Martinus von Biberach aus dem Jahr 1498:
Ich leb und waiss nit, wie lang,
Ich stirb und waiss nit, wann,
Ich far und waiss nit, wohin,
Mich wundert, dass ich froelich bin.
Der Schriftsteller Johannes Mario Simmel gab 1949 seinem ersten Roman den Titel Mich wundert, daß ich so fröhlich bin.

## Milch der frommen Denkart
Zur eigenen Rechtfertigung sagt Wilhelm Tell in Friedrich Schillers Schauspiel in seinem Monolog vor der „hohlen Gasse hei Küssnacht“, wo er dem Reichsvogt Geßler auflauert:
„Meine Gedanken waren rein von Mord.
Du hast aus meinem Frieden mich heraus
Geschreckt, in gärend Drachengift hast du
Die Milch der frommen Denkart mir verwandelt.“
Die Milch der frommen Denkart ist die Geradlinigkeit der Gedanken, das arglose, nicht auf den eigenen Vorteil bedachte Verhalten.
(Oft wird dieser Begriff auch falsch als „Milch der frommen Denkungsart“ zitiert.)

## Milch macht müde Männer munter.
Milch macht müde Männer munter war ein Werbeslogan der westdeutschen Milchwirtschaft, entstanden in den 1950er Jahren. Der Slogan hat bis heute einen äußerst hohen Bekanntheitsgrad und fand (teils auch in ironischen Abwandlungen) Eingang in den allgemeinen Sprachgebrauch:
- Licht macht müde Kinder munter.
- Macht müde Männer munter.
- Malz macht müde Männer munter.
- Molke macht müde Männer munter.
- Praktiker macht müde Männer munter.
- Sauerstoff macht müde Männer munter.
- Sex macht müde Männer munter.

Auch alle Fortsetzungskampagnen verwendeten die Alliteration des M als Stilmittel:
- „Milch ist gegen Maroditis.“ (eine Worterfindung der 1970er Jahre)
- „Die Milch macht’s.“ (1980er Jahre)
- „Milch ist meine Stärke.“ (seit Juni 2005)

## Milch und Blut
Schön wie Milch und Blut – jung und vital aussehen; die blasse Haut und rote Lippen bzw. Wangen galten lange Zeit als ein Zeichen der Gesundheit, Vitalität und Schönheit.

## Milch und Honig
In der Bibel wird im 2. Buch Mose von Kanaan als dem Land gesprochen, in dem „Milch und Honig fließen“. Die Beschreibung des gelobten Landes als das Land von Milch und Honig weist auf ein Fernziel hin, in dem Leben ohne Not und Hunger möglich ist, wo kein Mangel herrscht.

## Mit Argusaugen beobachten

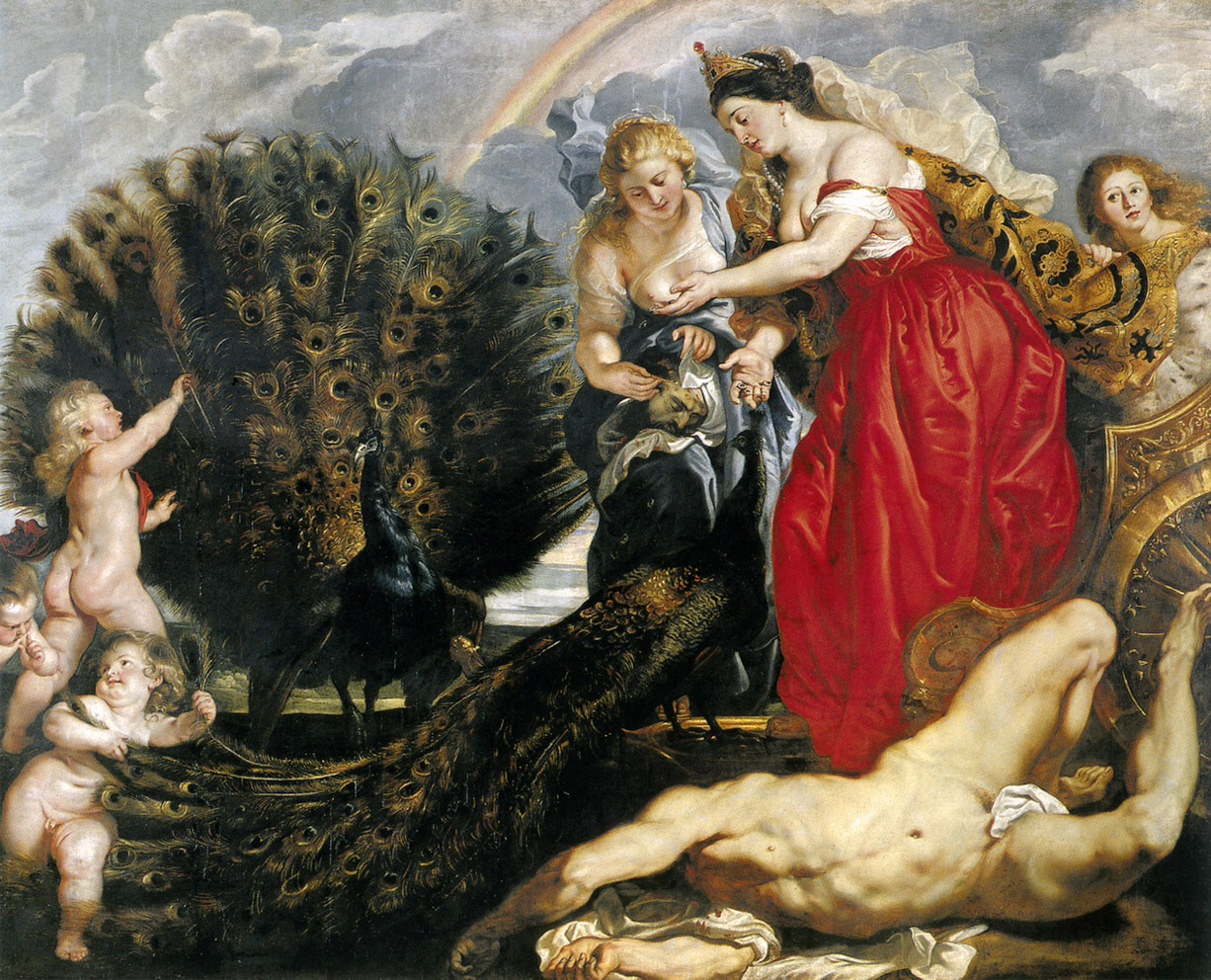
Peter Paul Rubens: Juno und Argus

Diese Redensart aus der griechischen Mythologie bedeutet entweder etwas unermüdlich zu beobachten oder nicht aus den Augen zu lassen und geht zurück auf die Sage von der Göttin Hera, die Io, die in eine Kuh verwandelte Geliebte ihres Göttergatten Zeus, von dem Riesen Argos Panoptes (griechisch: Άργος Πανόπτης, der Allessehende), der am ganzen Körper Augen hatte, bewachen ließ. Argus hatte hundert Augen, von denen jeweils ein Teil schlief, während der Rest wachte. Auf Befehl des Zeus schläferte der Götterbote Hermes Argus ein und tötete ihn. Seine hundert Augen überführte Hera in das Federkleid des Pfaus.
Der flämischer Maler Peter Paul Rubens malte ein Bild mit dem Titel Juno und Argus, das zeigt, wie Hera (latein. Juno) die Augen des erschlagenen Argos an sich nimmt.
Der Ausdruck ist auch heute noch geläufig und wird immer noch oft gebraucht, wie zum Beispiel bei einem Artikel über die Zentrale Flugüberwachung.

## Mit dem Zweiten sieht man besser.

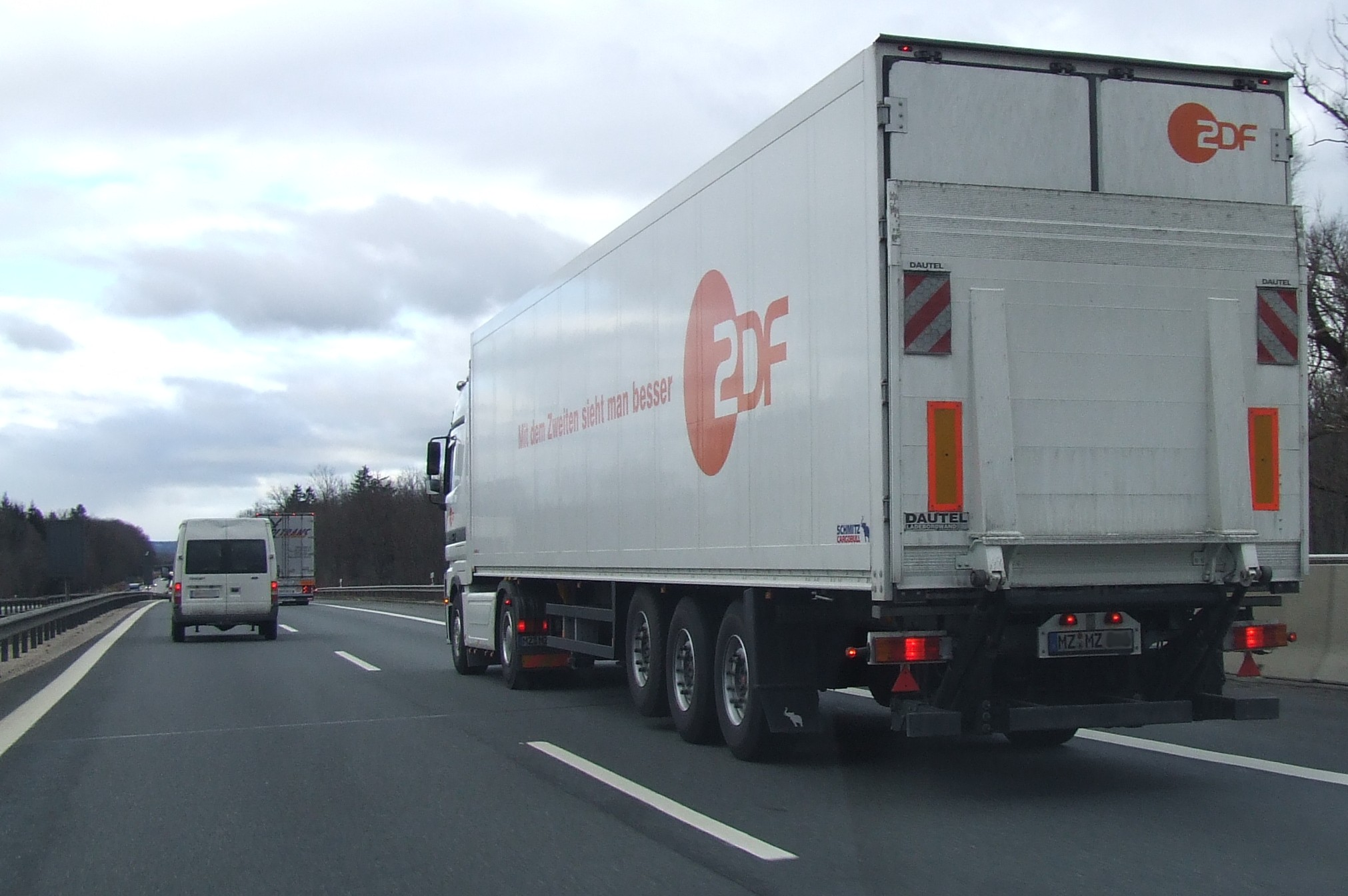
ZDF-LKW mit Sendermotto

Mit diesem Slogan der Agentur Serviceplan, der den Sendernamen aufgreift, wirbt das Zweite Deutsche Fernsehen für sein Programmangebot mit der Abbildung von Prominenten, die sich dabei jeweils mit zwei Fingern einer Hand (Zeige- und Mittelfinger) ein Auge zuhalten. Den Vorwurf, damit würden sehbehinderte Menschen diskriminiert, ließ der Deutsche Werberat jedoch nicht gelten.
Auf der Website der Tageszeitung heißt es zu diesem Slogan:
„Inoffizielles Motto: Mit dem Zweiten sieht man besser, weil die Hauptzielgruppe auf dem ersten einen Grauen Star hat.“
Auch weitere Persiflagen zu diesem bekannten Spruch gibt es:
- „Terrorübung im ZDF: Mit dem Zweiten bombt man besser.“

## Mit den Waffen einer Frau
Mit den Waffen einer Frau ist der deutsche Titel des französischen Films En cas de malheur aus dem Jahr 1958 nach einem Roman von Georges Simenon.
Man gebraucht diese Worte zur Kennzeichnung besonderer weiblicher Taktik, die Frauen Männern gegenüber anwenden. Dagmar Herzog schrieb unter dieser Überschrift einen Artikel über die US-Politikerin Sarah Palin:
„Sarah Palin punktet als Mutter und sexy Karrierefrau bei US-Wählerinnen – eine Katastrophe für die Rechte der Frauen“
Mit den Waffen einer Frau – Gold im Visier! ist ein deutscher Dokumentarfilm, der die Biathletinnen des deutschen Nationalteams bei der Vorbereitung auf den Biathlon-Weltcup 2006/2007 bis hin zum Saisonhöhepunkt, den Biathlon-Weltmeisterschaften 2007, begleitet.

## Mit der Bombe leben
Dieser Ausspruch stammt vom Physiker und Philosophen Carl Friedrich von Weizsäcker, der sich auf die Möglichkeiten bezog, im Zeitalter der Atombombe mit der Gefahr umzugehen. Der Titel seines diesbezüglichen Buchs lautet:
„Mit der Bombe leben. Die gegenwärtigen Aussichten einer Begrenzung der Gefahr eines Atomkrieges“
Weizsäcker erkannte bereits vor Beginn des Zweiten Weltkriegs die Möglichkeit, Atombomben herzustellen. Zu Beginn des Krieges erhoffte er sich politische Einflussmöglichkeiten durch das Uranprojekt zur Erforschung der Kernspaltung. Später sagte er „Nur durch göttliche Gnade“ sei er vor der Versuchung, die deutsche Atombombe tatsächlich zu bauen, bewahrt worden. In der Nachkriegszeit sagte er:
„Nicht Optimismus, aber Hoffnung habe ich zu bieten.“
Der Ausdruck wird auch auf Krisengebiete und andere Zusammenhänge bezogen:
- „Mail aus Mumbai: Lernen, mit der Bombe zu leben“
- „mit der Krankheit leben“
- „mit dem Rollstuhl leben“

## Mit der Dummheit kämpfen Götter selbst vergebens.

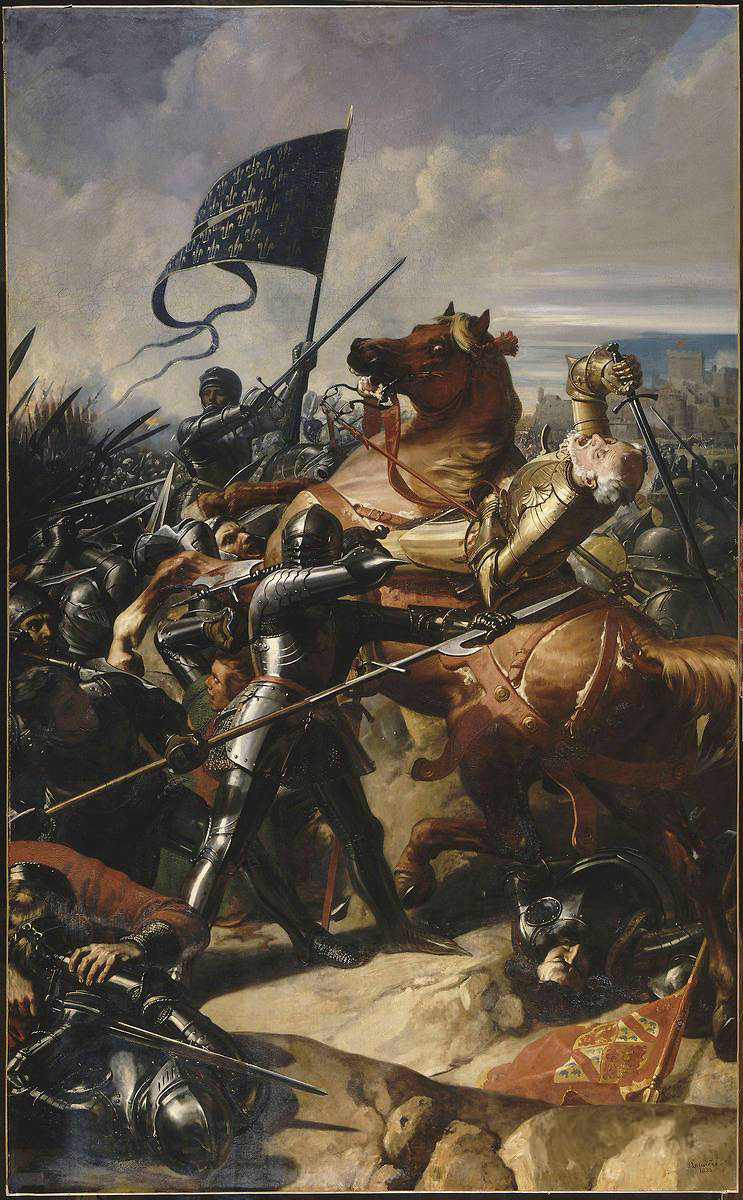
Tod von John Talbot auf dem Schlachtfeld

Diesen Satz der Resignation lässt der Dichter Friedrich Schiller in seinem Drama Die Jungfrau von Orleans Talbot, den Feldherrn der Engländer sagen.
Lionel, ein englischer Anführer sagt zu Fastolf, einem anderen Anführer der Engländer:
„Ich kann nicht bleiben. – Fastolf, bringt den Feldherrn
An einen sichern Ort, wir können uns
Nicht lange mehr auf diesem Posten halten.
Die Unsern fliehen schon von allen Seiten,
Unwiderstehlich dringt das Mädchen vor –“
Talbot entgegnet darauf:
„Unsinn, du siegst und ich muß untergehn!
Mit der Dummheit kämpfen Götter selbst vergebens.
Erhabene Vernunft, lichthelle Tochter
Des göttlichen Hauptes, weise Gründerin
Des Weltgebäudes, Führerin der Sterne,
Wer bist du denn, wenn du dem tollen Roß
Des Aberwitzes an den Schweif gebunden,
Ohnmächtig rufend, mit dem Trunkenen
Dich sehend in den Abgrund stürzen mußt!“
Talbot fiel am 17. Juli 1453 in der Schlacht bei Castillon, die die letzte entscheidende Niederlage der Engländer im Hundertjährigen Krieg darstellt.

## Mit einem lachenden und einem weinenden Auge
Diese Redewendung sind die Worte des Königs in William Shakespeares Drama Hamlet, mit denen er dem Hof seine Heirat mit der Witwe seines von ihm ermordeten Bruders mitteilt:
„Therefore our sometime sister …
Have we …
With one auspicious and one dropping eye,
…
Taken to wife.“
„Wir haben also unsre weiland Schwester
… Mit einem heitern, einem nassen Aug
… Zur Eh genommen.“
Man gebraucht die Wendung, um auszudrücken, dass etwas Angenehmes mit Unangenehmen verbunden ist.

## Mit Engelszungen
Die Wendung „mit Engelszungen reden“ in der Bedeutung eindringlich auf jemanden einreden geht auf eine Bibelstelle im 1. Brief des Paulus an die Korinther zurück, in der Paulus schreibt:
„Ἐὰν ταῖς γλώσσαις τῶν ἀνθρώπων λαλῶ καὶ τῶν ἀγγέλων, ἀγάπην δὲ μὴ ἔχω, γέγονα χαλκὸς ἠχῶν ἢ κύμβαλον ἀλαλάζον.“
„Wenn ich in den Sprachen der Menschen und Engel redete, hätte aber die Liebe nicht, wäre ich dröhnendes Erz oder eine lärmende Pauke!“
Durch die Lutherbibel wird es zur Redewendung:
„Wenn ich mit Menschen- und mit Engelszungen redete und hätte der Liebe nicht, so wäre ich tönend Erz oder eine klingende Schelle!“
In Anlehnung an diese Bibelstelle nannte der DDR-Liedermacher Wolf Biermann seinen Gedichtband, der 1968 nur im Westen erscheinen durfte, „Mit Marx- und Engelszungen“.

## Mit geballten Fäusten kann man sich nicht die Hände reichen.
Die indische Premierministerin Indira Gandhi sagte 1971 mit Bezug auf dem Konflikt zwischen Indien und Pakistan:
„Indien möchte mit allen Mitteln den Krieg vermeiden, aber das ist keine einseitige Angelegenheit, mit geballten Fäusten kann man sich nicht die Hände reichen.“
Englisch: „India wants to avoid a war at all costs but it is not a one-sided affair, you cannot shake hands with a clenched fist.“
Mit dem Scheitern der Demokratie in Pakistan wurde die räumlich getrennte Provinz Ostpakistan (das spätere Bangladesch) von einem Militärregime unterdrückt, so dass Millionen Menschen nach Indien flohen. Auf dem Höhepunkt der Flüchtlingsbewegung waren es 150.000 Flüchtlinge am Tag, die die Grenze zu Indien überquerten. Die 9 Millionen Flüchtlinge verursachten für die indische Regierung eine humanitäre und finanzielle Notlage.
Am Ende des Jahres brachte die indische Armee Truppen in Verteidigungsposition an der Grenze zu Pakistan. Einen Tag vor dem geplanten Angriff eröffnete Pakistan selbst den Krieg mit dem Bombardement indischer Luftbasen. Das Timing war für Indira Gandhi günstig, da das pakistanische Militärregime der Aggressor war.

## Mit Gott für König und Vaterland
Am 17. März 1813 erließ der preußische König Friedrich Wilhelm III. den Aufruf An Mein Volk, mit dem er sich endlich an die Spitze der patriotischen Strömung gegen Napoleon setzte. Er unterzeichnete dann auch die von General Scharnhorst entworfene Verordnung über die Organisation der Landwehr, in der es hieß:
„Jeder Landwehrmann wird als solcher durch ein Kreuz von Weißem Blech mit der Inschrift ‚mit Gott für König und Vaterland‘ bezeichnet, welches vorn an der Mütze angeheftet wird.“
Schon 1701, unter dem preußischen König Friedrich I., trugen die Fahnen verschiedener Landmilizen die lateinische Aufschrift „Pro deo, rege et patria“ (Für Gott, König und Vaterland).

## Mit Mann und Ross und Wagen, so hat sie Gott geschlagen.

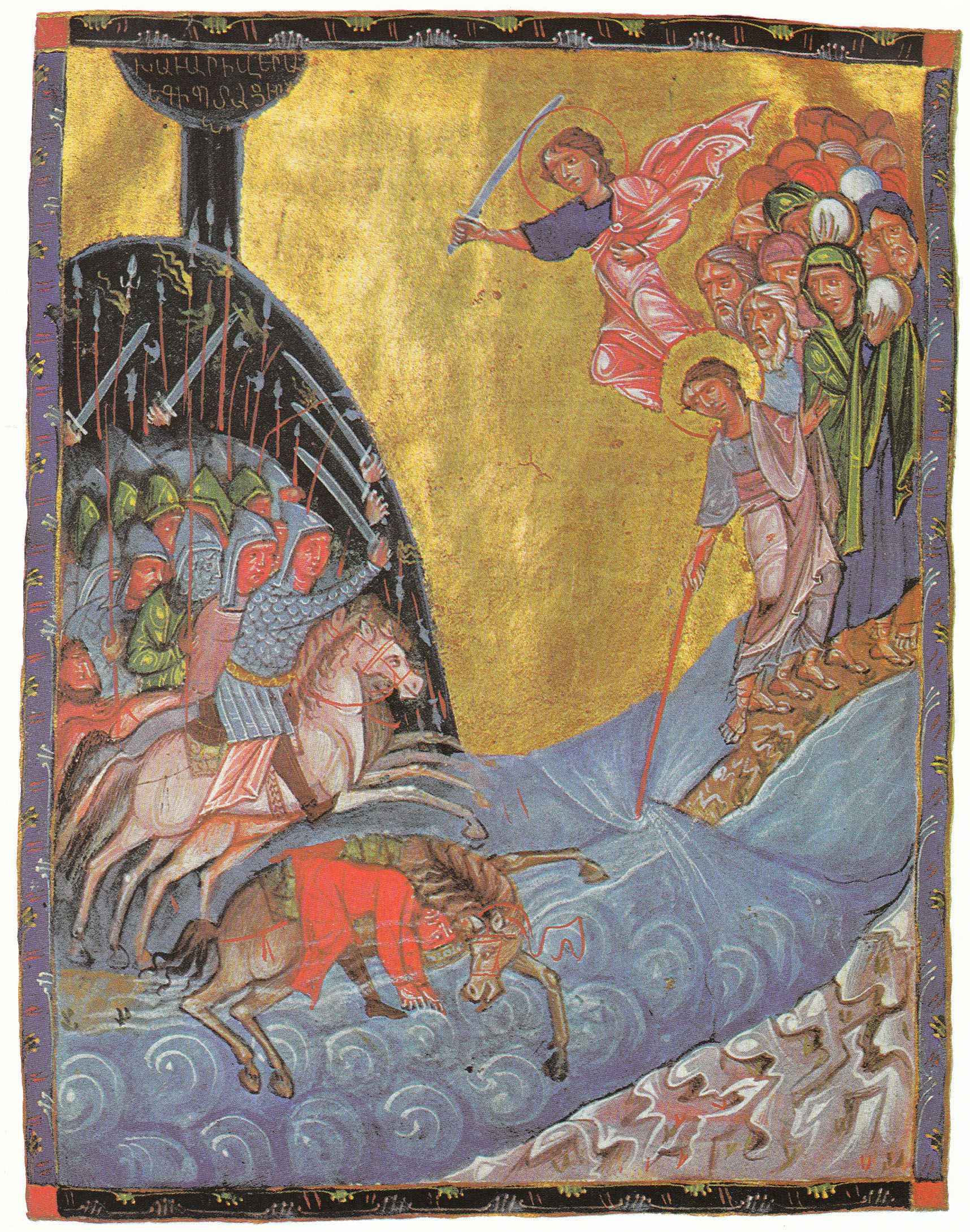
Mittelalterliche Darstellung des Zugs durch das Rote Meer

Dies sind die Anfangszeilen eines Liedes, das der Berliner Ernst Ferdinand August 1813 nach der Niederlage Napoleons in seinem Russlandfeldzug verfasste:
„Es irrt durch Schnee und Wald umher
Das große, mächt’ge Franzosenheer.
Der Kaiser auf der Flucht,
Soldaten ohne Zucht.
Mit Mann und Ross und Wagen,
So hat sie Gott geschlagen.“
Das Zitat kommentiert eine vollständige Niederlage.

## Mit Schirm, Charme und Melone
Mit Schirm, Charme und Melone ist eine britische Fernsehserie mit dem Originaltitel The Avengers. Die beiden Hauptdarsteller hatten als Agenten Fälle ungewöhnlicher Art aufzuklären. Der männliche Hauptdarsteller trat dabei als Gentleman mit Regenschirm und Melone auf. Für Charme stand seine weibliche Kollegin.
In einem Artikel über unkonventionelle Geldeintreiber werden diese Worte aufgegriffen:
„Mit Schirm, wenig Charme, und schwarzer Melone, einschließlich schwarzem Anzug im Geschäftsmannstyle, aber auch als Schuldnerbloßstellungshinterherhoppelhäschen verkleidet, mit einschlägig aufklärendem Plakat, hefteten sich dabei dann vom Gläubiger beauftragte künstlerisch agierende Spezialisten für viel Geld an die Fersen der jeweils ihnen benannten Schuldner, um den Rückzahlungsforderungen ihrer Auftraggeber Nachdruck zu verleihen.“

## Mit seinem Pfund wuchern

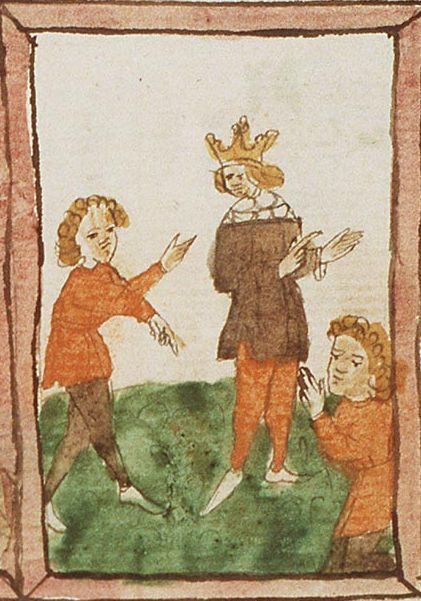
Mittelalterliche Darstellung des Gleichnisses

Die Redewendung leitet sich her aus dem Gleichnis von den anvertrauten Pfunden im Lukasevangelium, wo es darauf ankommt, dass die Knechte mit dem ihnen von ihrem Herrn jeweils anvertrauten Pfund wuchern.
„23 Warum hast du denn mein Geld nicht in die Wechselbank gegeben? Und wenn ich gekommen wäre, hätte ich’s mit Zinsen erfordert. 24 Und er sprach zu denen, die dabeistanden: Nehmt das Pfund von ihm und gebt es dem, der zehn Pfund hat. 25 Und sie sprachen zu ihm: Herr, hat er doch zehn Pfund. 26 Ich sage euch aber: Wer da hat, dem wird gegeben werden; von dem aber, der nicht hat, wird auch das genommen werden, was er hat.“ (Lk 19,12–28 )
Mit „Pfund“ ist hier zwar noch entsprechend dem ursprünglichen Sinn eine Gewichtseinheit (von Edelmetall), aber näherhin eine bestimmte Summe (eine Mine) Geld gemeint, und „wuchern“ bedeutet ganz neutral ‚einen Gewinn erzielen‘. Unter den anvertrauten Pfunden versteht man Begabungen bzw. Talente (siehe die ähnliche Gleichniserzählung Mt 25,14–30 , in der statt von einer Mine von einem Talent die Rede ist).
Auf der Website des Mitteldeutschen Rundfunks wird mit Bezug auf dieses Gleichnis die Frage aufgeworfen, ob Jesus seinen Jüngern eine Lektion in Finanzmanagement erteilen wollte. Die Botschaft dieses Gleichnisses ist jedoch:
„Verschlafe nicht deine Zeit und Dein Leben, vergrabe deine Talente nicht, werde der, der du bist. Nicht mehr und nicht weniger. Das Pfund ist Geschenk und Verpflichtung zugleich; wer es nutzlos liegen lässt, lebt unter seinen Möglichkeiten.“
Verwendung
- „Schladming wuchert mit seinem Pfund.“
- „Laupheim wuchert mit seinen Pfunden.“
- „Espalion … wuchert mit seinem mittelalterlichen Stadtbild.“

## Mit siebzehn hat man noch Träume.
Dies ist der Titel eines Schlagers, mit dem der US-amerikanischen Schlagersängerin Peggy March 1965 bei den Deutschen Schlager-Festspielen in Baden-Baden der internationale Durchbruch gelang. Peggy March war zu dem Zeitpunkt selbst siebzehn Jahre alt. Das Lied beginnt mit den folgenden Versen:
„Mit 17 hat man noch Träume,
da wachsen noch alle Bäume
in den Himmel der Liebe.
Mit 17 kann man noch hoffen,
da sind die Wege noch offen
in den Himmel der Liebe.“
Der Liedtitel wird heute gelegentlich in anderen Zusammenhängen und leicht variiert zitiert. So ist ein Artikel über Straßenkinder in Deutschland mit den Worten „Mit 17 hat man kaum noch Träume“ überschrieben, während der Artikel „Mit 17 hat man noch Träume. Frauen in der Punk-Szene Indonesiens“ den unveränderten Titel zitiert.

## Mit uns zieht die neue Zeit.
Diese Worte stammen aus dem 1916 von Hermann Claudius geschriebenen Arbeiterlied Wann wir schreiten Seit’ an Seit’, das mit folgenden Versen beginnt:
Wann wir schreiten Seit’ an Seit’

und die alten Lieder singen,

und die Wälder widerklingen,

fühlen wir, es muß gelingen:

Mit uns zieht die neue Zeit,

Mit uns zieht die neue Zeit. 
Dieses Lied wird heute zum Abschluss von SPD-Parteitagen gesungen und wurde zum ersten Mal auf dem Jugendtag der Sozialistischen Arbeiterjugend in Weimar 1920 bekannt gemacht. Vor allem die Zeile „Mit uns zieht die neue Zeit“ wurde wie ein Bekenntnis empfunden.
Mit uns zieht die neue Zeit … ist der Titel eines von Ulrich Herrmann herausgegebenen Buchs über den Wandervogel in der deutschen Jugendbewegung.

## Mit Verlaub

### Mit Verlaub, Herr Präsident, Sie sind ein Arschloch.

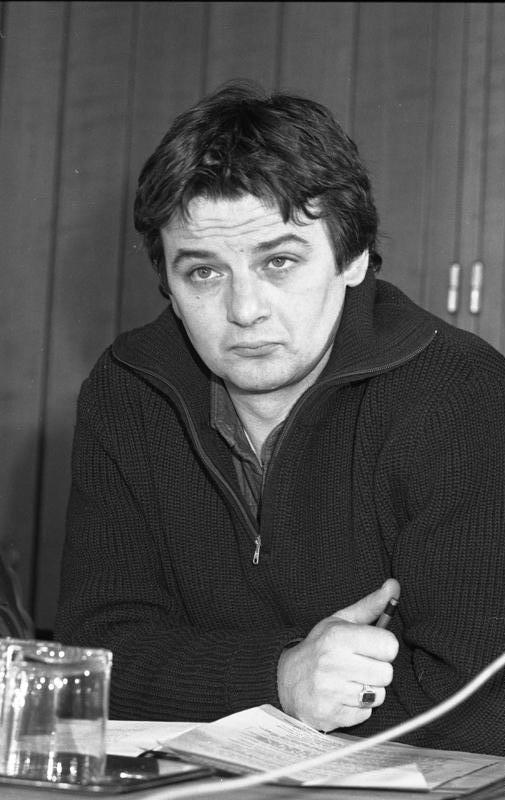
Joschka Fischer, 1983

„Mit Verlaub, Herr Präsident, Sie sind ein Arschloch.“ war ein Zwischenruf des Bundestagsabgeordneten Joschka Fischer am 18. Oktober 1984 an den Bundestagsvizepräsidenten Richard Stücklen, nachdem dieser den Abgeordneten Jürgen Reents und ihn von der Sitzung ausgeschlossen hatte.
Reents wurde von Stücklen ausgeschlossen, weil er den Bundeskanzler Helmut Kohl als „von Flick freigekauft“ bezeichnet hatte. Die Grünen-Abgeordnete Christa Nickels versuchte daraufhin, einen Antrag auf Sitzungsunterbrechung zu stellen. Als Stücklen sie immer wieder unterbrach und ihr schließlich das Mikrofon abstellte, protestierte Fischer lautstark, woraufhin ihn Stücklen zur Ordnung rief:
„Herr Abgeordneter, bitte! Ich rufe Sie jetzt zum zweiten Mal zur Ordnung. Herr Abgeordneter Fischer, ich schließe Sie an der Teilnahme der weiteren Sitzung aus!“
Fischer fluchte im Hinausgehen: „Mit Verlaub, Herr Präsident, Sie sind ein Arschloch“, entschuldigte sich aber am nächsten Tag für diese Äußerung, über die alle bundesdeutschen Medien ausführlich berichteten.
Fischer verwendet bei dieser Beleidigung die gehobene Formel „mit Verlaub“, die besagt, dass die folgende Äußerung jemanden nicht kränken möge, im Kontrast zum vulgärsprachlichen „Arschloch“, das eine offensichtliche Beleidigung ist.
Gegenstand der Debatte war die Politik des Flick-Konzerns, der nach Berichten der Welt am Sonntag und des Spiegels dem ehemaligen CDU-Vorsitzenden Rainer Barzel auf Umwegen über einen Beratervertrag 1,7 Millionen D-Mark zukommen ließ, um ihn für den Verzicht auf den Parteivorsitz, den Helmut Kohl übernahm, zu entschädigen.

### Mit Verlaub, ich bin so frei.
Mit diesen Worten greift bei Wilhelm Busch ein dreister Einsiedler in der Bildergeschichte Tobias Knopp. Abenteuer eines Junggesellen nach der Wanderflasche:
„Dieser Klausner, alt und greis,
Tritt aus seinem Steingehäus.
Und aus Knoppen seiner Tasche
Hebt er ernst die Wanderflasche.
‚Ich‘ – so spricht er – ‚heiße Krökel
Und die Welt ist mir zum Ekel.
Alles ist mir einerlei.
Mit Verlaub! Ich bin so frei.‘“

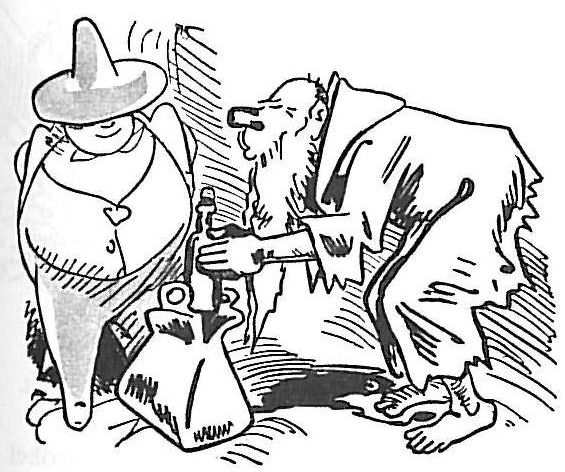
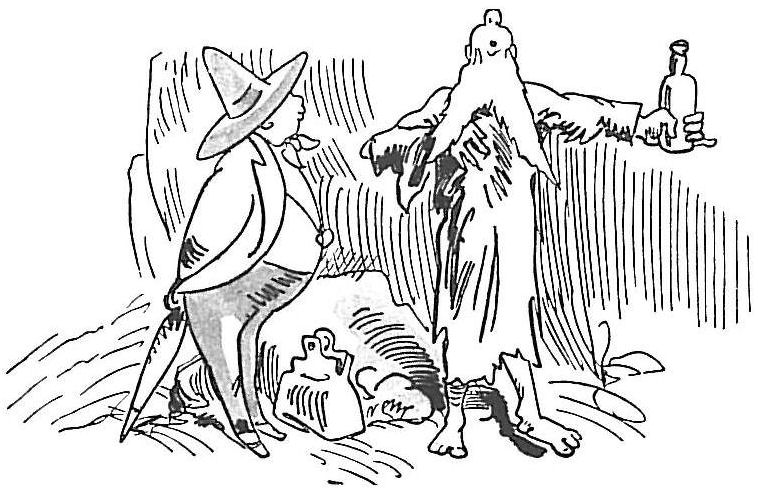
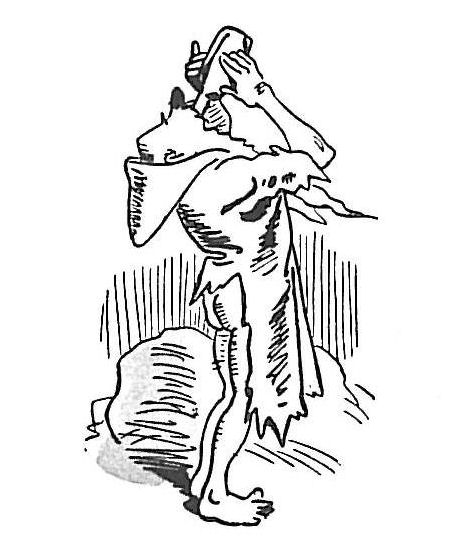
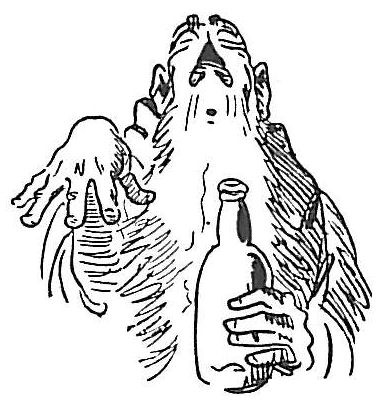

Der Einsiedler wiederholt diese Worte mehrfach, äußert seine Abscheu gegen die Welt und trinkt Knopps Flasche leer.

## Mit Worten lässt sich trefflich streiten.
In der zweiten Studierzimmerszene von Goethes Drama Faust I sagt Mephistopheles, der in dieser Szene für Faust gehalten wird, zum unbedarften Schüler:
„Mit Worten lässt sich trefflich streiten,
Mit Worten ein System bereiten,
An Worte lässt sich trefflich glauben,
Von einem Wort lässt sich kein Jota rauben.“
Man verwendet das Zitat, um belanglosen Disput zu kritisieren:
- „Nicht nur mit Worten läßt sich trefflich streiten, sondern heutzutage auch mit Kürzeln.“
- „Darüber lässt sich trefflich streiten.“
- „Über Geschmack läßt sich trefflich streiten.“

## Mitten im Frieden überfällt uns der Feind.
Proklamation des deutschen Kaisers Wilhelm II. am 6. August 1914 zu Beginn des Ersten Weltkriegs.
Konkret sagte der Kaiser:
„Man verlangt, daß wir mit verschränkten Armen zusehen, wie unsere Feinde sich zu tückischem Überfall rüsten, man will nicht dulden, daß wir in entschlossener Treue zu unserem Bundesgenossen stehen, der um sein Ansehen als Großmacht kämpft und mit dessen Erniedrigung auch unsere Macht und Ehre verloren ist.
So muß denn das Schwert entscheiden. Mitten im Frieden überfällt uns der Feind. Darum auf! zu den Waffen! Jedes Schwanken, jedes Zögern wäre Verrat am Vaterlande.“

## Mitten im Leben sind wir vom Tod umfangen.
Diese Worte stammen aus einem alten Kirchenlied und gehen auf die lateinische Sequenz Media vita in morte sumus zurück.
Zur deutschen Fassung schrieb Martin Luther eine zweite und dritte Strophe und eine neue Melodie:
„Mitten wir im Leben sind
Mit dem Tod umfangen.
Wen suchen wir, der Hilfe tu,
Daß wir Gnad erlangen?
Daß bist du, Herr, alleine.
Uns reuet unser Missetat,
Die dich, Herr, erzürnet hat.
Heiliger Herre Gott,
Heiliger starken Gott,
Heiliger barmherziger Heiland, du ewiger Gott,
Laß uns nicht versinken in des bittern Todes Not.
Kyrieleison.“
Das Lied drückt das Bewusstsein der Vergänglichkeit des Menschen aus und findet sich oft auf Grabsteinen.

## Möge dieser Kelch an mir vorübergehen!

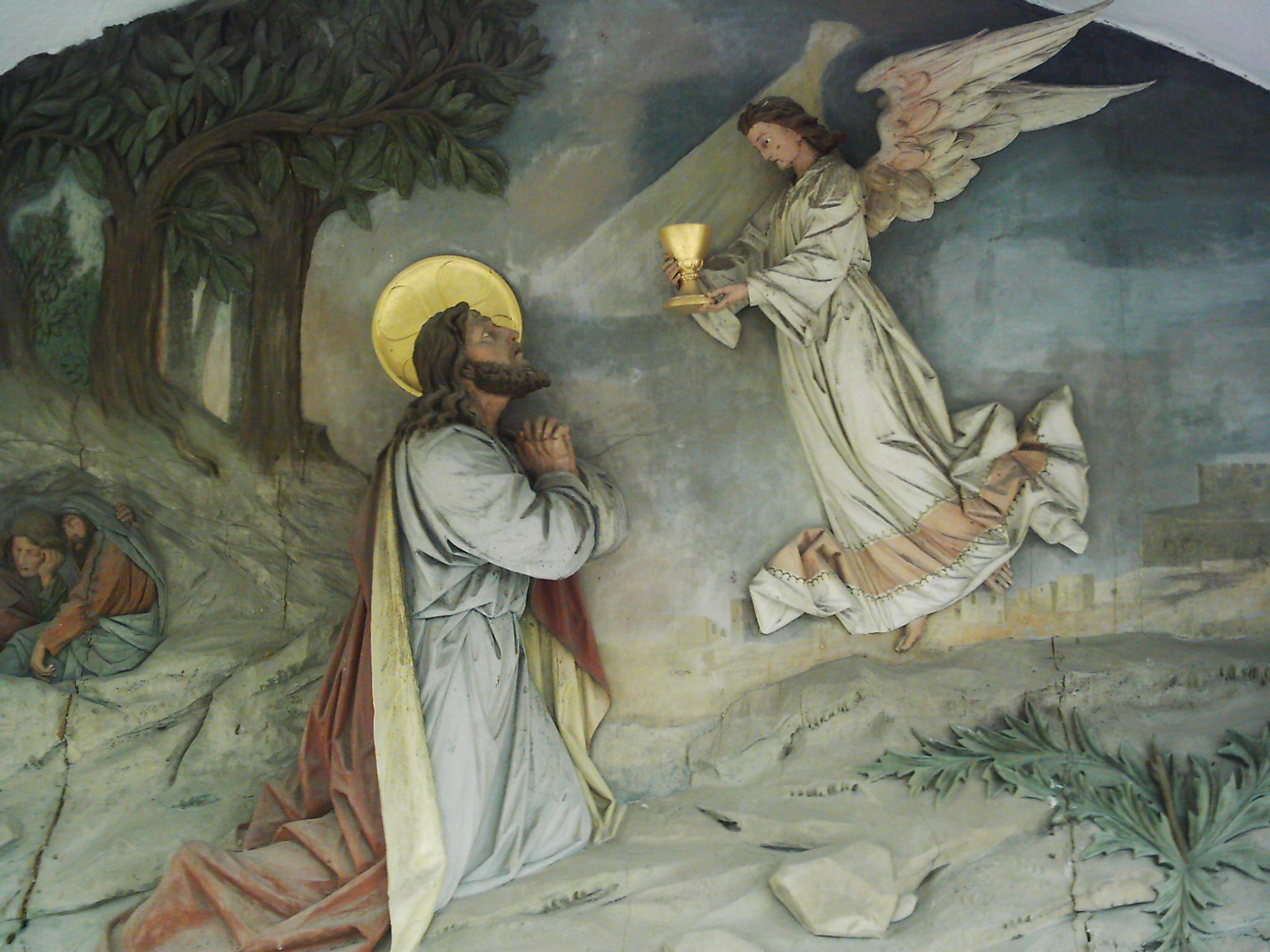
„Möge dieser Kelch an mir vorübergehen!“

Im Evangelium nach Matthäus betet Jesus am Ölberg in Todesangst:
„Παρελθάτω ἀπ’ ἐμοῦ τὸ ποτήριον τοῦτο·“
„Vater, wenn es möglich, so lasse diesen Kelch an mir vorübergehen.“
Der Theologe Dietrich Bonhoeffer, ein Vertreter der Bekennenden Kirche, schreibt 1944 in seinem Lied „Von guten Mächten“ in einem Brief aus dem Gefängnis an seine Mutter:
„Und reichst Du uns den schweren Kelch, den bittern
des Leids, gefüllt bis an den höchsten Rand,
so nehmen wir ihn dankbar ohne Zittern
aus Deiner guten und geliebten Hand.“
Die Stuttgarter Zeitung erklärt in ihrem Dossier Bibelfest dieses Bibelzitat:
„Der Kelch soll an mir vorübergehen Wer diesen Satz heute auf den Lippen hat, der meint das oft flapsig. Der Kelch kann eine lästige Arbeit sein oder die Begegnung mit einem unangenehmen Menschen.“
Weiter wird der Hintergrund erläutert:
„In der jüdischen Kultur wurde bei Dankfeiern oder Trauerzeremonien der Becher herumgereicht. Oft füllte der Hausvater den Becher für die anderen. Im gemeinsamen Austrinken nahm man Anteil am Schicksal der anderen.“
Im Alten Testament wurde der Kelch auch als Symbol göttlicher Strafe gesehen, so beim Propheten Jesaja (51,17).

## Mögen hätt ich schon wollen, aber dürfen hab ich mich nicht getraut.
Wer einer Versuchung aus Angst vor Strafe nicht nachgibt, redet sich gern mit diesem Zitat des Münchner Komikers Karl Valentin heraus, das aus dem Stück Das Oktoberfest stammt. In diesem Sketch erzählt eine Frau von leicht geschürzten Reiterinnen und sagt empört:
„… de Weibsbilder sitzen ja halbem nackert auf de Gast droben, i bin ganz rot wordn, mein Mann hat auch nicht hinschaun mögn.“
Ihr Ehemann präzisiert diese Aussage mit den Worten:
„Mögen hätt ich schon wollen, aber dürfen hab ich mich nicht getraut.“

## Mögen sie mich hassen, wenn sie mich nur fürchten.

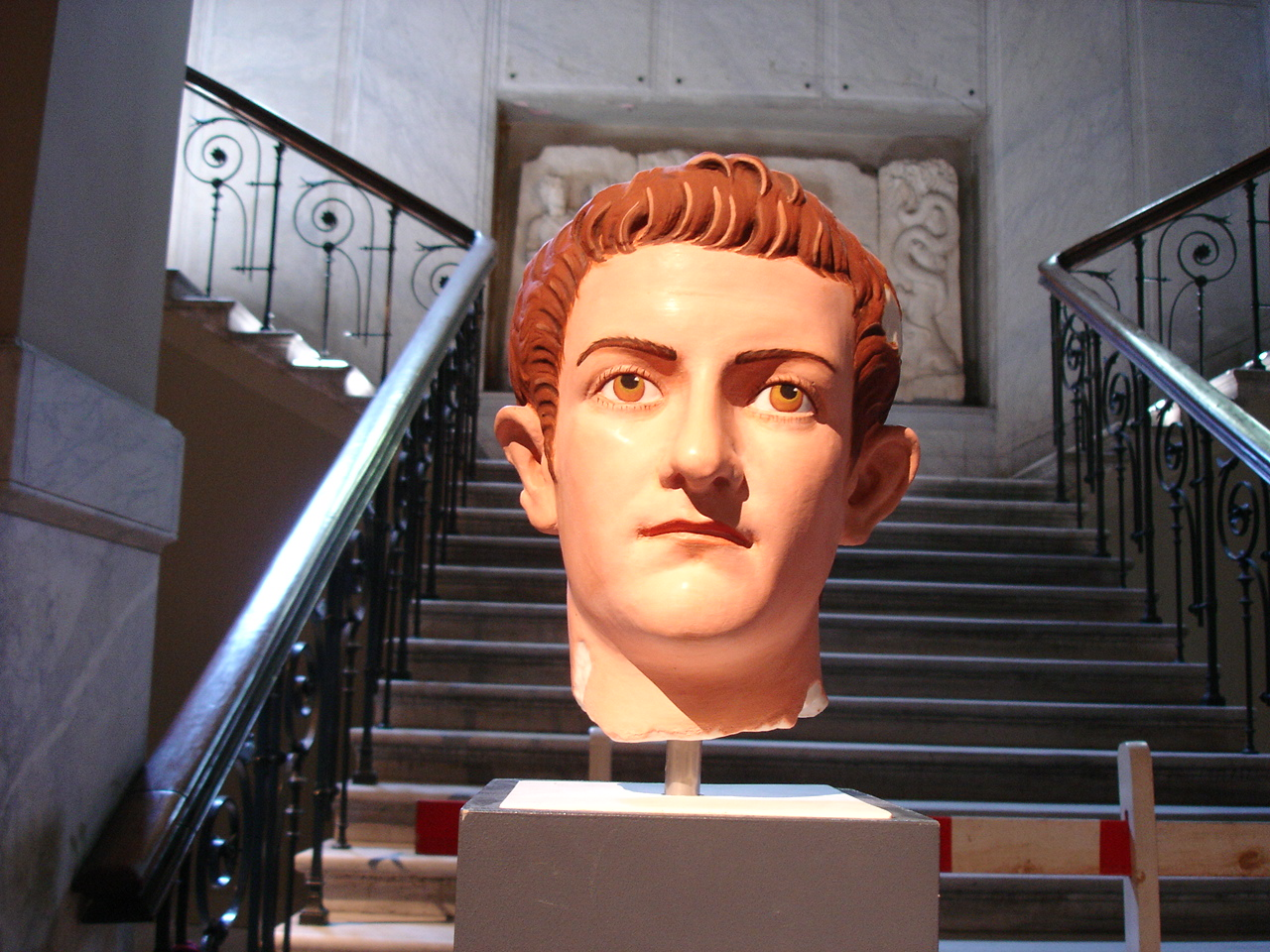
Caligula

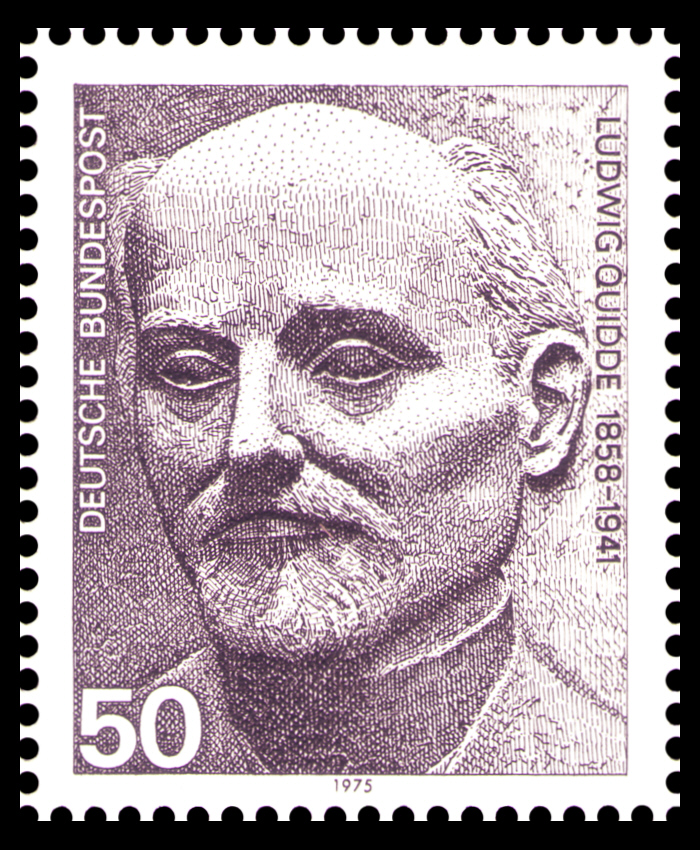
Friedensnobelpreisträger Ludwig Quidde

Dieser Ausspruch geht auf den römischen Tragödiendichter Lucius Accius zurück und wurde von dem römischen Staatsmann Marcus Tullius Cicero überliefert. Nach Suetons Kaiserbiografien soll Caligula diesen Ausspruch häufig im Munde geführt haben und auf Lateinisch gesagt haben:
„Oderint dum metuant.“
In einigen Fällen ließ Caligula Senatoren foltern, die eigentlich von der Folter immun waren. Als auf Grund einer Namensverwechslung einmal der falsche Mann hingerichtet wurde, meinte Caligula, der habe es ebenfalls verdient. In ähnlicher Weise soll er sich folgendermaßen über das römische Volk geäußert haben:
„Hätte das Volk von Rom doch nur einen einzigen Nacken! [… damit ich es mit einem Mal erwürgen kann].“
Diese Zitate sind allerdings fragwürdig; sie dienten dazu, den Charakter der Person pointiert zum Ausdruck zu bringen.
Ludwig Quidde, Redakteur der Frankfurter Zeitung hatte im April 1886 als Sekretär des Preußischen Historischen Instituts in Rom erfahren, dass Wilhelm II. als Kronprinz eine handsignierte Fotografie an den Reichskanzler Otto von Bismarck verschickt hatte, die Caligulas Motto „oderint dum metuant“ trug. Fotografien mit derselben Aufschrift verschickte er an mehrere Bekannte. Quidde machte dies Ostern 1894 öffentlich, als Wilhelm bereits mehrere Jahre Kaiser war. Wochenlang kam kein Echo, doch als der Reichstag in Ferien ging, traf Quidde zwei Redakteure der konservativen Kreuzzeitung, die ihn fragten:
„Caligula? was ist das? So’n oller römischer Kaiser?“
Bald darauf schrieb die Kreuzzeitung selbst über den Caligula und beschwor damit einen Skandal im In- und Ausland. Dass diese konservative Zeitung darüber schrieb, lag daran, dass viele preußische Aristokraten über die Extravaganzen des Kaisers verärgert waren. Die Reaktionen erstreckten sich bis auf Haiti. Dort forderte die deutsche Regierung Genugtuung für Unbill, die einem Deutschen widerfahren war, und unterstrich diese Forderung durch zwei Schulschiffe, die nach Port-au-Prince geschickt wurden. Die Regierung gab nach, aber der Minister Solon Menes übersetzte den Caligula und ließ ihn in der Bevölkerung verbreiten.
Quidde selbst bekam bald Ärger mit dem Staatsanwalt, doch konnte man ihn zunächst nicht wegen Majestätsbeleidigung belangen. Doch Jahre später musste er wegen der Äußerung, es sei eine „Lächerlichkeit und politische Unverschämtheit“, eine Gedenkmedaille auf Kaiser „Wilhelm den Großen“ zu stiften, drei Monate Gefängnis in der Justizvollzugsanstalt München-Stadelheim absitzen.

## Morgen ist auch noch ein Tag.

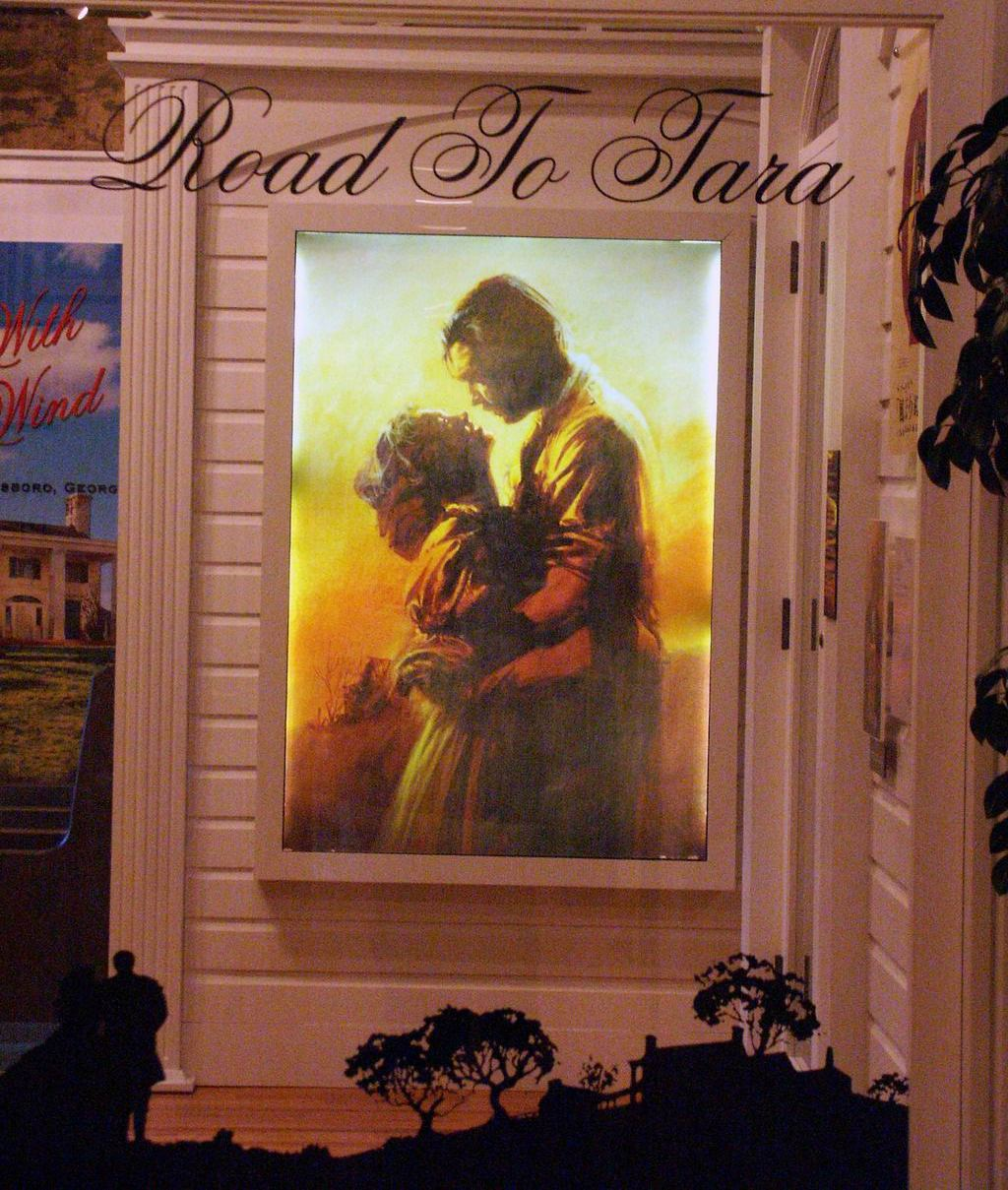
Vivien Leigh als Scarlett O’Hara und Clark Gable als Rhett Butler

Dieser Satz ist das Lebensmotto der Scarlett O’Hara in Margaret Mitchells Roman Vom Winde verweht, wo es im englischen Original folgendermaßen heißt:
„Tomorrow is another day.“
Diese Worte sagt Scarlett O’Hara trotzig, nachdem Rhett Butler sie verlassen hat. In einer Rezension zur Fortsetzung der Geschichte schreibt Tanja Beuthien im Stern:
„Dass Scarlett O’Hara auf ewig allein auf ihrer Treppe sitzen bleibt und ihr trotziges ‚Schließlich, morgen ist auch ein Tag‘ eine unendliche Sehnsuchtsschleife auslöst, die Millionen den fast vierstündigen Schmachtfetzen mit Vivian Leigh und Clark Gable immer wieder ansehen lässt.“
Das Zitat steht umgangssprachlich für Das können wir auch morgen erledigen und wird in diesem Sinn oft zitiert. So sagt die Schauspielerin Barbara Wussow, die sich selbst mit Scarlett vergleicht, in einem Interview mit Tele 5:
„Auch Scarletts Lebensmotto ‚Morgen ist auch noch ein Tag‘ finde ich wunderbar. Diesen Satz hab ich mir auch in mein Tagebuch geschrieben. Viele Dinge kann man heutzutage nicht schaffen, und dann sagt man sich: ‚Morgen ist auch noch ein Tag, man muss nicht alles heute schaffen.‘“

## Morgen, Kinder, wird’s was geben.
Mit diesen Worten beginnt ein Weihnachtslied, dessen Text in der Gedichtsammlung Lieder zur Bildung des Herzens (1795) von Karl Friedrich Splittegarb steht:
„Morgen, Kinder, wird’s was geben,
Morgen werden wir uns freu’n!
Welch ein Jubel, welch ein Leben
Wird in unsrem Hause sein!
Einmal werden wir noch wach,
Heisa, dann ist Weihnachtstag!“
Der Liedanfang wird gelegentlich zitiert, wenn auf ein bevorstehendes Ereignis hingewiesen werden soll. Erich Kästner persifliert den Text in seinem Weihnachtslied, chemisch gereinigt:
„Morgen Kinder, wirds nichts geben!
Nur wer hat, kriegt noch geschenkt.
Mutter schenkte Euch das Leben.
Das genügt, wenn man’s bedenkt.“

## Morgen, morgen, nur nicht heute, sagen alle faulen Leute.
Dieses Sprichwort geht auf das Kinderlied Der Aufschub des Schriftstellers Christian Felix Weiße zurück. Dort heißt es:
„Morgen, morgen, nur nicht heute!
Sprechen immer träge Leute,
Morgen! Heute will ich ruhn,
morgen jene Lehre fassen,
morgen jenen Fehler lassen,
morgen dies und jenes tun!“
Das Lied endet mit den aufmunternden Worten:
„Wohl denn! Morgen so wie heute
steh’ darin auf jeder Seite
von mir eine gute Tat!“

## Morgens um sieben ist die Welt noch in Ordnung.
Morgens um sieben ist die Welt noch in Ordnung (englisch: Morning’s at seven) ist ein 1965 erschienener Roman des britischen Autors Eric Malpass.
Der Roman beginnt an einem nebligen Sonntag im November. Ein kleiner Junge ist als Erster aufgewacht und begibt sich auf eine Erkundungstour durch das Haus. So werden nach und nach die Figuren vorgestellt.
Der Fußballspieler Sepp Maier wandelte diesen Buchtitel ab zu:
„Morgens um Sieben ist die Welt noch in Dortmund.“

## Morgenstund hat Gold im Mund
Das Sprichwort
Morgenstund hat Gold im Mund
wird im dazugehörenden Artikel erläutert und viele möchten sich liebend gerne an die Abwandlung halten, die da etwas deftig lautet:
Morgenstund hat Blei im Arsch,
um zu begründen, warum sie nicht aus dem Bett finden.
Und ergänzt: Morgenstund hat Gold im Mund, wer länger schläft, bleibt auch gesund.

## Müde bin ich, geh zur Ruh.
Diese Worte sind der Anfang eines Abendgebets, das die Pfarrerstochter und spätere Nonne Luise Hensel verfasste und das folgendermaßen beginnt:
„Müde bin ich, geh zur Ruh,
schließe beide Augen zu.
Vater, lass die Augen dein
über meinem Bette sein.“
Einige scherzhafte Abwandlung des Liedanfangs lauten:
„Müde bin ich Känguru,
schließe meinen Beutel zu,
lege meine Ohren an,
dass ich besser schlafen kann.“
„Müde bin ich, geh zur Ruh,
 decke meinen Bierbauch zu.
Herrgott lass den Kater mein,
 morgen nicht so schrecklich sein.
Schenk mir morgen wieder Durst,
 alles andre ist mir Wurst.“

## Multum, non multa
Der römische Schriftsteller Plinius der Jüngere legte in einem Brief an einen Freund dar, dass für ihn die Kunst des richtigen Lesens darin bestehe, viel und gründlich zu lesen, aber mit Sorgfalt in der Auswahl des Lesestoffes:
„Aiunt multum legendum esse, non multa.“
„Man sagt, man müsse viel, aber nicht vielerlei lesen.“
Daraus entwickelte sich die Sentenz, die in der abgewandelten Form Non multa, sed multum („Nicht vielerlei, sondern viel“) gebräuchlich wurde.

## Musik wird oft nicht schön gefunden, weil sie stets mit Geräusch verbunden.

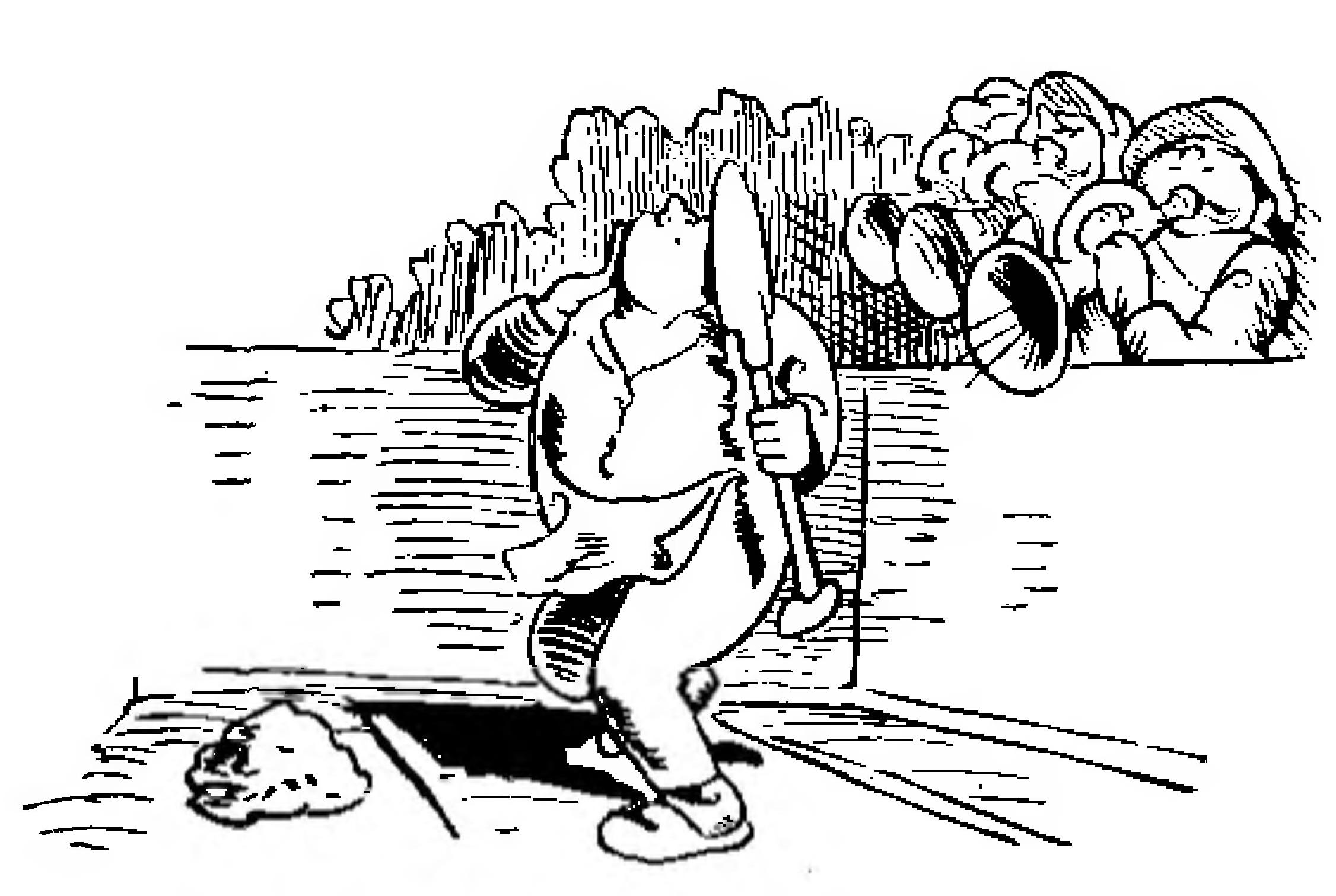
„Musik wird oft nicht schön gefunden,
Weil sie stets mit Geräusch verbunden.“

Dieses oft gebrauchte Zitat aus der Bildergeschichte Der Maulwurf von Wilhelm Busch stammte aus einer Zeit, als Hausmusik noch viel verbreiteter war und es noch keine elektronische Musikwiedergabe gab:
„Schnarräng!! – Da tönt ihm in das Ohr
Ein Bettelmusikantenchor.
Musik wird oft nicht schön gefunden,
Weil sie stets mit Geräusch verbunden.“
Dieses viel benutzte Zitat wird immer wieder gebraucht, wenn es um Lärmbelästigung durch Musik geht. Aber es geht auch um andere Arten von Geräuschen, die in der Juristensprache als „verhaltensbedingter Lärm“ bezeichnet werden.
Dem gegenüber kann man ein Zitat von Friedrich Nietzsche stellen, der einmal schrieb:
„Für den Einsamen ist schon Lärm ein Trost.“

## Mutter Courage

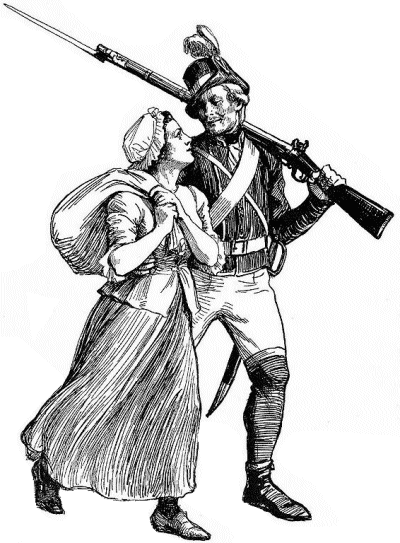
Lotta Svärd zieht mit ihrem Mann in den Krieg

Mutter Courage ist die Titelgestalt in Bertolt Brechts Theaterstück Mutter Courage und ihre Kinder und wird als Bezeichnung für eine Frau verwendet, die sich trotz Niederlagen in ihrer Umgehung durch ihre Vitalität und zupackende Art behauptet.
In Brechts Drama, das im Dreißigjährigen Krieg spielt, zieht die Marketenderin Anna Fierling, genannt Mutter Courage, durch die Kriegsgebiete, um Geschäfte zu machen und sich und ihren drei Kindern ein Auskommen zu sichern. Durch den Krieg, an dem sie verdient, verliert sie am Ende alle ihre Kinder.
Im schwedischen Exil wurde Brecht durch die Geschichte der finnischen Marketenderin Lotta Svärd aus Johan Ludvig Runebergs Fähnrich Stahl angeregt. Darin findet sich der Typus der mütterlichen Marketenderin wieder, die sich im finnisch-russischen Krieg von 1808/09 um die Soldaten der Truppe kümmert.
Den Namen Courage (französisch: Mut) übernahm Brecht aus dem Roman Ausführliche und wundersame Lebensbeschreibung der Erzbetrügerin und Landstörtzerin Courasche von Hans Jakob Christoffel von Grimmelshausen, der am Beispiel einer Zigeunerin beschreibt, wie die Wirren des Dreißigjährigen Krieges zur sittlichen Verwahrlosung führen. Die Figur der Libuschka taucht auch in der Erzählung Das Treffen in Telgte von Günter Grass auf.

## My home is my castle.
Der oft verwendete Spruch My home is my castle (Mein Heim ist meine Burg) ist die Umformung eines Rechtsspruches von Sir Edward Coke, der zu der Problematik „Gegen das Bewaffnetgehen“ Folgendes feststellt:
„Es darf jemand Freunde und Nachbarn versammeln, um sein Haus gegen diejenigen zu verteidigen, welche ihn berauben oder töten oder ihm darin Gewalt antun wollen.“
Im dritten Band seiner Sammlung und Interpretation alter englischer Gesetze und Gerichtsbeschlüsse schreibt Coke, dass es einem Hausherrn sehr wohl gestattet sein müsse, sich zur Wehr zu setzen und zusammen mit Freunden und Nachbarn seinen Besitz mit Waffengewalt zu verteidigen. Seine Feststellung schließt er mit den Worten:
“For a man’s house is his castle.”
„Denn eines Mannes Haus ist seine Burg.“
Diese englische Maxime fand in der Abwandlung My home is my castle auch im Deutschen Verbreitung und wird heute zitiert, um auszudrücken, dass die Privatsphäre für alle anderen tabu ist.
Sie wird aber auch verwendet, um auszudrücken, dass das eigene Heim mit besonderem Aufwand gestaltet und gepflegt wird.

## Myne Fru de Ilsebill, will nich so, as ik wol will.

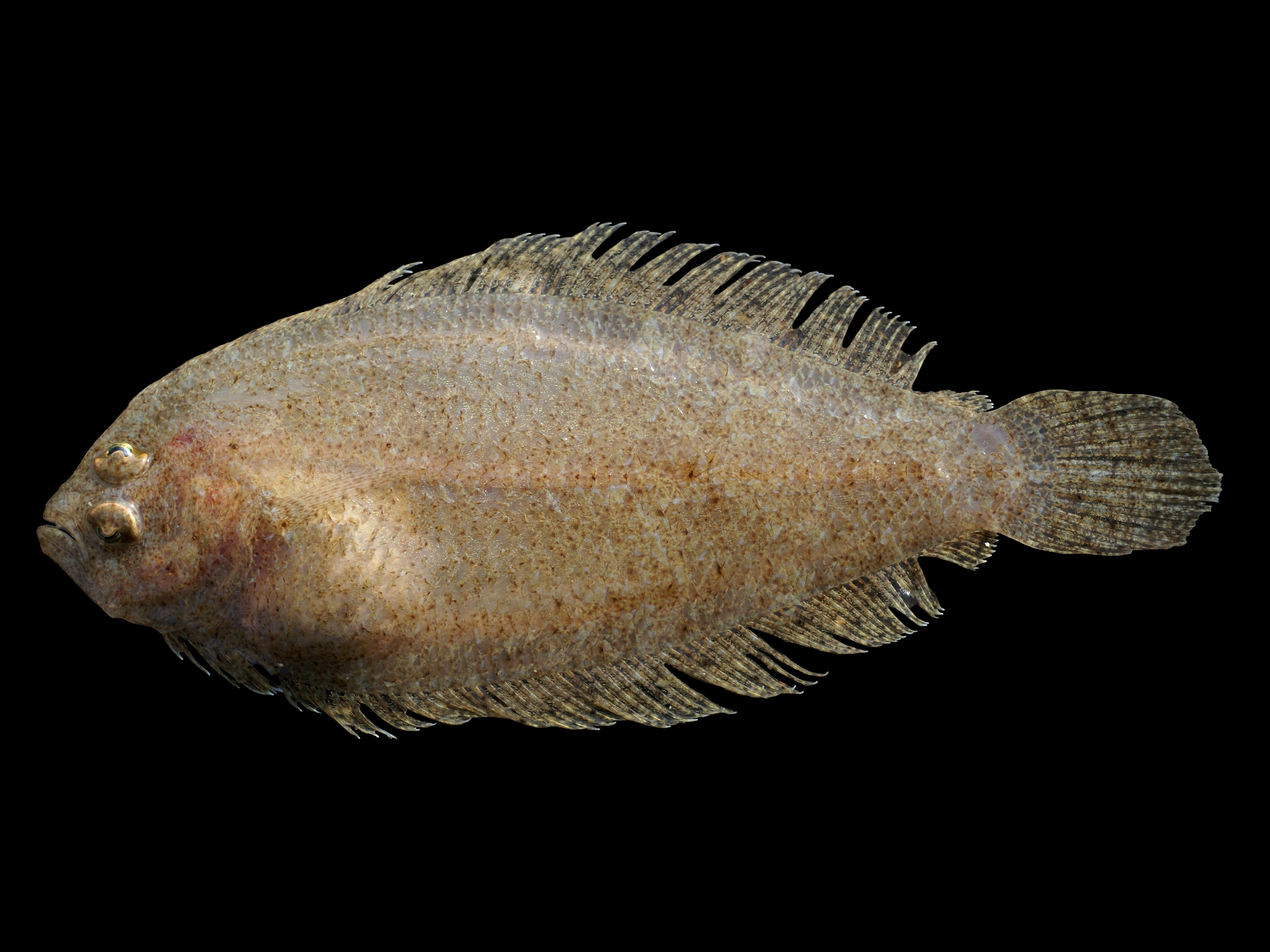
Butt

Dieses Zitat stammt aus dem niederdeutschen Märchen Vom Fischer und seiner Frau aus der Sammlung der Brüder Grimm. Es bedeutet auf Hochdeutsch:
„Meine Frau, die Ilsebill, will nicht so, wie ich es gerne hätte.“
In diesem Märchen gibt ein Fischer einem Butt, den er geangelt hat, seine Freiheit wieder, weil dieser ihm sagt, er sei ein verwunschener Prinz. Des Fischers Frau aber bedrängt ihren Mann daraufhin immer wieder, er möge von dem Butt verlangen, ihre von Mal zu Mal anspruchsvolleren Wünsche zu erfüllen. Widerwillig geht der Fischer jedes Mal zum Meer und ruft den Butt mit den Worten:
„Manntje, Manntje, Timpe Te,
Buttje, Buttje in der See,
myne Fru de Ilsebill
will nich so, as ik wol will.“
Das Zitat wird heute scherzhaft gebraucht, wenn ein Mann resignierend sagen will, dass seine Frau einen sehr eigenen Kopf hat.
Als schönster erster Satz der deutschsprachigen Literatur wurde der Anfang von Günter Grass’ Roman Der Butt gewählt, der mit folgenden Worten beginnt:
„Ilsebill salzte nach.“
Dieser erste Satz verband in der Begründung Elemente des alten Märchens vom Fischer und seiner Frau Ilsebill mit einem Resümee über die letzten Jahrhunderte der Geschichte.